# Titanic (phim 1997)
Titanic là một bộ phim điện ảnh Mỹ thuộc thể loại thảm họa – lãng mạn – sử thi – chính kịch ra mắt vào năm 1997 do James Cameron làm đạo diễn, viết kịch bản, đồng sản xuất và hỗ trợ tài chính cho phần biên tập phim. Kết hợp cả khía cạnh lịch sử và hư cấu, tác phẩm dựa trên vụ đắm tàu RMS Titanic nổi tiếng trong lịch sử vào năm 1912, với sự tham gia diễn xuất của hai diễn viên chính Leonardo DiCaprio và Kate Winslet trong các vai Jack Dawson và Rose DeWitt Bukater, hai con người đến từ hai tầng lớp khác nhau trong xã hội, họ đem lòng yêu nhau trên chuyến ra khơi đầu tiên của con tàu xấu số. Ngoài ra, tác phẩm còn có sự tham gia của các diễn viên phụ bao gồm Billy Zane, Kathy Bates, Frances Fisher, Gloria Stuart, Bernard Hill, Jonathan Hyde, Victor Garber, David Warner, Danny Nucci, Suzy Amis, Bernard Fox và Bill Paxton.
Cảm hứng của Cameron cho bộ phim đến từ sự say mê của ông với những xác tàu đắm. Ông muốn truyền tải một thông điệp tình cảm từ thảm họa và thấy rằng một câu chuyện tình lãng mạn kết thúc bằng sự ra đi của một trong hai người sẽ giúp ông làm được điều này. Quá trình sản xuất phim bắt đầu từ ngày 1 tháng 9 năm 1995, khi Cameron bắt đầu quay cảnh xác chiếc tàu Titanic nằm dưới đáy đại dương. Các phân cảnh hiện đại được quay trên tàu Akademik Mstislav Keldysh, và đây cũng là nơi Cameron sử dụng làm chỗ ở và căn cứ cho đoàn làm phim khi quay cảnh xác tàu. Các mô hình theo tỷ lệ, công nghệ mô phỏng hình ảnh bằng máy tính và bản dựng lại con tàu Titanic được xây dựng tại Baja Studios đã được sử dụng nhằm tái tạo vụ đắm tàu. Kinh phí thực hiện bộ phim do Paramount Pictures và 20th Century Fox cung cấp, vào thời điểm đó, đây là bộ phim có kinh phí cao nhất trong lịch sử, với tổng mức đầu tư ước tính khoảng 200 triệu USD. Bộ phim được khởi quay từ tháng 7 năm 1996 đến tháng 3 năm 1997.
Được công chiếu chính thức vào ngày 19 tháng 12 năm 1997, Titanic đã giành được thành công vang dội cả về doanh thu và chuyên môn, sau đó nhận được nhiều giải thưởng cao quý. Bộ phim được đề cử 14 hạng mục giải Oscar, cân bằng kỷ lục với All About Eve (1950) cho phim nhận nhiều đề cử Oscar nhất, và giành được 11 giải, bao gồm các hạng mục cho Phim hay nhất và Đạo diễn xuất sắc nhất, cân bằng kỷ lục với Ben-Hur (1959) cho phim giành nhiều giải Oscar nhất. Với doanh thu trên 1,84 tỷ USD trong lần phát hành đầu tiên, phim cũng trở thành bộ phim đầu tiên vượt qua mốc doanh thu 1 tỷ USD. Titanic giữ ngôi vị bộ phim có doanh thu cao nhất mọi thời đại, cho tới khi một bộ phim khác cũng của Cameron ra mắt năm 2009, Avatar vượt qua nó vào năm 2010. Các phiên bản tái phát hành của bộ phim đều được lần lượt ra mắt vào các năm 2012, 2017 và 2023 dưới định dạng 3D và 4K HD, đưa doanh thu trên toàn thế giới của tác phẩm lên mốc 2,264 tỷ USD, trở thành bộ phim thứ hai vượt mốc 2 tỷ USD trên toàn thế giới (sau Avatar). Năm 2017, tác phẩm được chọn để bảo tồn tại Viện lưu trữ phim quốc gia Mỹ vì "có ý nghĩa về mặt văn hóa, lịch sử hoặc thẩm mỹ".

## Nội dung
Năm 1996, nhà săn tìm kho báu Brock Lovett và đội của anh lên chiếc tàu nghiên cứu Akademik Mstislav Keldysh đến vị trí xác tàu RMS Titanic huyền thoại ở biển Đại Tây Dương nhằm tìm kiếm một chiếc vòng cổ có đính một viên kim cương rất hiếm, Trái tim của Đại dương. Họ vớt được một chiếc két, bên trong có bức tranh một người phụ nữ trẻ khỏa thân trên người chỉ đeo duy nhất chiếc vòng cổ đó thôi. Bức tranh đề ngày 14 tháng 4 năm 1912, ngày chiếc tàu Titanic va phải tảng băng trôi. Bà lão Rose Dawson Calvert, sau khi biết tin này qua truyền hình, nhận mình chính là người phụ nữ trong bức tranh, tới thăm Lovett và kể lại cho anh nghe những trải nghiệm của bà trên con tàu Titanic.
Năm 1912, trên bến cảng Southampton, cô gái 17 tuổi Rose DeWitt Bukater thuộc tầng lớp quý tộc cùng với vị hôn phu của mình là Cal Hockley và mẹ mình, bà Ruth, lên tàu Titanic ở khoang hạng nhất trở về Hoa Kỳ. Bà Ruth nhấn mạnh rằng việc tổ chức hôn lễ của Rose với Cal sẽ giải quyết được các vấn đề tài chính hiện tại của gia đình cô. Quá phẫn uất với cách sắp đặt vô lý này, Rose định tự tử bằng cách nhảy xuống biển từ phía đuôi tàu; nhưng được Jack Dawson, một anh chàng họa sĩ nghèo không một xu trong túi, thuyết phục cô đừng làm vậy. Bị phát hiện đang ở cùng với Jack, Rose nói dối với Cal rằng cô đang vươn người ra ngoài thành tàu để xem chân vịt và được Jack cứu khỏi bị ngã xuống biển. Cal vẫn thờ ơ, nhưng khi được Rose nhắc cần phải có chút gì để cảm ơn, anh đã cho Jack một số tiền nhỏ. Khi Rose hỏi chẳng lẽ việc cứu mạng cô lại có ý nghĩa ít ỏi với anh như vậy sao, Cal sau đó đã mời Jack tới ăn tối với họ ở khoang hạng nhất vào tối hôm sau. Jack và Rose dần gây dựng một mối quan hệ bạn bè thân thiết, dù cho Cal và bà Ruth khá lo ngại về anh. Trong bữa tối đêm hôm sau, Rose bí mật đi theo Jack tới một bữa tiệc ở khoang hạng ba.
Biết rằng Cal và bà Ruth không bằng lòng, Rose chối từ sự bày tỏ tình cảm của Jack đến với cô và nói rằng cô yêu Cal, nhưng sau đó nhận ra rằng cô yêu anh. Sau buổi hẹn ở phía mũi tàu, nơi họ nắm tay nhau "bay" trong ánh hoàng hôn trên biển, Rose đưa Jack về phòng riêng của mình và cho anh xem món quà đính hôn của Cal: Trái tim của Đại dương. Theo yêu cầu của cô, Jack vẽ bức tranh Rose khỏa thân bằng chì đen, trên người cô chỉ đeo duy nhất chiếc vòng cổ đó. Họ chạy trốn gã vệ sĩ của Cal đang đuổi theo và làm tình trên chiếc xe ô tô nằm dưới khoang để hàng của con tàu. Hai người sau đó đã lên boong trước của con tàu, chứng kiến cảnh va chạm của nó với tảng băng trôi và nghe được lời những người chỉ huy và nhà thiết kế con tàu bàn bạc về mức độ nghiêm trọng của nó.
Chuyến tàu định mệnh đã thay đổi toàn bộ số phận hành khách trên con tàu cũng như những dự tính, ước vọng của đôi tình nhân Jack và Rose. Một thảm họa đã xảy ra khiến mọi chuyện lệch khỏi quỹ đạo không còn đi theo kế hoạch: Titanic va phải một tảng băng trôi. Người ta nháo nhào tranh nhau xuống thuyền cứu hộ, thậm chí dám cướp nhau một cái áo phao. Để ngăn chặn sự hỗn loạn ngày càng tăng, những người thủy thủ đã khóa cửa ngăn những người ở khoang hạng ba lên boong, dành chỗ cho những người ở khoang hạng nhất được lên thuyền cứu hộ trước. Lúc này Jack đang bị còng bên cạnh một đường ống dẫn nước vì vướng vào một vụ vu oan, người ta nghi ngờ anh ăn cắp món trang sức quý giá của Cal tặng Rose. Nước biển đang tràn vào tàu, lạnh buốt xương. May sao vì tình yêu, Rose đã không xuống thuyền cứu hộ cùng mẹ mà chạy đi tìm Jack, kịp thời cứu anh thoát chết trước khi nước ngập vào. Hai người chạy trốn, thoát hiểm cùng nhau cho đến khi con tàu bị dựng đứng lên rồi gãy ra làm đôi. Chỉ có một ít người thoát chết còn hàng ngàn hành khách, đa phần là người thuộc tầng lớp bình dân, đã thiệt mạng, bao gồm cả phụ nữ và trẻ em. Họ chết vì cái lạnh của nước biển, họ chết vì cái lạnh lùng tàn nhẫn của một số người giàu mà ham sống sợ chết.
Trong giờ phút lênh đênh giữa đại dương, Jack đã nhường người yêu một tấm phản gỗ khá to. Rose may mắn được nằm trên tấm phản gỗ trôi dập dềnh trên mặt biển, còn Jack thì đã vĩnh viễn rời xa cô trong làn nước giá lạnh. Xung quanh cô toàn là xác người chết cóng, bản thân cô cũng đã quá mệt mỏi nhưng vì lời hứa với Jack, cô đã quyết tâm sống. Cô lăn mình xuống làn nước băng giá, vùng vẫy tới gần xác một thủy thủ để lấy cái còi. Cô thổi những hơi lạnh buốt vào cái còi lấy được với hi vọng sẽ gây được sự chú ý, và rồi người chỉ huy của chiếc thuyền cứu hộ cuối cùng quay lại nhìn thấy cô và Rose sống sót. Sau khi đến Hoa Kỳ, cô đã trốn Cal và đổi tên thành Rose Dawson Calvert. Sau này cô biết Cal đã cưới một cô gái khác, thừa hưởng một gia tài lớn, nhưng sau đó đã mất hết tất cả do cuộc khủng hoảng kinh tế lớn của Hoa Kỳ năm 1929 đang diễn ra cực kỳ nghiêm trọng. Cuối cùng, Cal đã chĩa súng vào họng để tự sát.
Ký ức buồn vui về Jack đã đi theo Rose suốt cả cuộc đời, để bây giờ bà Rose đang sắp bước sang tuổi 101 ngồi kể chuyện cho những người thăm dò tàu Titanic về một người mà bà thực sự yêu thương, một người đã đem đến cho bà cuộc sống đích thực. Sau khi nghe câu chuyện xong, đoàn thám hiểm của Lovett vì đã quá xúc động nên họ quyết định từ bỏ khám phá Titanic để cho con tàu chìm vào giấc ngủ của quá khứ, còn Rose đứng trên mạn thuyền và ném chiếc Trái tim của Đại dương xuống biển cạnh xác tàu để trả lại nơi nó thực sự thuộc về. Phim kết thúc với hình ảnh bà Rose nằm trên giường với những bức ảnh lưu niệm về bà lúc sinh thời. Và sau khi bà nhắm mắt buông xuôi (có thể bà đã mơ đến một giấc mơ vĩnh cửu), phim chuyển cảnh về con tàu Titanic dưới đáy đại dương, nơi mà bà đến với Jack, và sự xuất hiện của họ ở sảnh khoang hạng nhất được sự tán thành nhiệt liệt từ rất nhiều người đã chết trên chuyến tàu đó.

## Diễn viên

### Nhân vật hư cấu
- Leonardo DiCaprio trong vai Jack Dawson: Là một chàng họa sĩ nghèo có trái tim nhân hậu, và là người có cảm tình với Rose. Cameron nói rằng ông cần một dàn diễn viên (khi quay phim) có thể cảm thấy dường như chính họ đang thực sự đứng trên con tàu Titanic, làm sống lại được những hình ảnh sinh động nhất; và đồng thời "có thể nắm lấy nguồn sinh lực ấy và truyền nó cho Jack, [...] một nghệ sĩ với trái tim vút bay".[10] Jack được tái hiện là một chàng trai nghèo, vô gia cư đến từ Chippewa Falls, Wisconsin, một người đã từng đặt chân tới nhiều nơi trên thế giới, chủ yếu là Paris. Anh thắng hai vé lên tàu RMS Titanic trong một ván bài poker và ở khoang hạng ba cùng với một người bạn, Fabrizio. Anh bị Rose cuốn hút ngay từ cái nhìn đầu tiên và gặp cô khi cô tìm cách nhảy xuống biển từ phía đuôi tàu. Nhờ thuyết phục được cô quay trở lại mà anh có cơ hội được làm quen với các vị khách hạng nhất trong một đêm. Khi tuyển diễn viên cho vai này, nhiều diễn viên nổi tiếng, trong đó có Matthew McConaughey, Chris O'Donnell, Billy Crudup và Stephen Dorff, đã được tính đến, nhưng Cameron cảm thấy rằng một vài diễn viên đã quá lớn tuổi cho vai diễn chàng trai 20 tuổi.[11][12][13][14] "Tom Cruise tỏ ra thích thú với [vai diễn] nhân vật này, tuy vậy mức giá mời siêu sao này chưa bao giờ được bàn đến một cách nghiêm túc."[12] Cameron cân nhắc Jared Leto cho vai diễn nhưng anh từ chối tới thử vai.[15] DiCaprio, lúc bấy giờ mới 22 tuổi, lọt vào tầm ngắm của Cameron qua đạo diễn tuyển vai Mali Finn.[11] Ban đầu, anh không muốn tham gia vai diễn này, và từ chối đọc kịch bản phân cảnh lãng mạn đầu tiên của mình trên trường quay (xem bên dưới). Cameron nói, "Anh ta đọc nó một lần, rồi bắt đầu làm loạn lên một cách ngu ngốc, và tôi không bao giờ có thể làm anh ta tập trung vào nó được nữa. Nhưng rồi trong nửa giây, một tia sáng loé lên từ thiên đường và đã làm bừng sáng khu rừng tối." Cameron hết sức tin tưởng vào khả năng diễn xuất của DiCaprio, và nói với anh, "Nhìn này, tôi không định biến anh chàng này thành một con người bí ẩn hay kích động. Tôi cũng không định cho anh ta [cơ bắp] co giật hay [cơ thể] ủ rũ, ì ạch hay bất cứ thứ gì anh muốn đâu." Cameron còn phần nào mường tượng nhân vật này theo hình mẫu của James Stewart.[11]
- Kate Winslet trong vai Rose DeWitt Bukater: Là người thuộc dòng dõi quý tộc, tuy nhiên Rose lại có cảm tình với Jack. Cameron nói rằng Winslet "có thứ mà bạn đang tìm kiếm" và rằng có "một nét đặc biệt trên gương mặt, trong đôi mắt," mà ông "chỉ biết rằng mọi người sẽ đều sẵn sàng cùng cô đi đến hết chặng đường".[10] Rose là một cô gái 17 tuổi, xuất thân từ Philadelphia, bị buộc đính hôn với một chàng trai 30 tuổi tên là Cal Hockley để từ đó cô và mẹ mình, Ruth, có thể giữ được địa vị cao trong xã hội sau khi người cha qua đời, để lại một khoản nợ lớn cho gia đình. Rose lên tàu RMS Titanic cùng Cal và Ruth, ở khoang hạng nhất, và tại đó cô đã gặp Jack. Winslet nói về nhân vật của mình, "Cô ấy có rất nhiều thứ để hiến dâng, và cô ấy có một trái tim rộng mở. Và cô ấy muốn được phiêu lưu và khám phá thế giới, nhưng cô ấy [cảm thấy] rằng điều đó khó có thể xảy ra."[10] Gwyneth Paltrow, Claire Danes, và Gabrielle Anwar đã được cân nhắc cho vai diễn này.[11][16][17] Khi họ từ chối, cô gái 22 tuổi Winslet đã phải trải qua một cuộc cạnh tranh quyết liệt để giành được vai diễn này. Cô gửi cho Cameron những bức thư ngắn từ nước Anh hàng ngày, và điều đó đã khiến Cameron quyết định mời cô tới Hollywood thử vai. Cũng như với DiCaprio, đạo diễn tuyển vai Mali Finn ban đầu chính là người đã đưa cô vào tầm ngắm của Cameron. Khi tìm kiếm một nàng Rose cho phim, Cameron miêu tả nhân vật này là "một hình mẫu của Audrey Hepburn" và ban đầu cũng không chắc chắn về việc chọn Winslet ngay cả sau khi bản diễn thử của cô đã gây ấn tượng với ông.[11] Sau khi diễn thử với DiCaprio, Winslet đã vô cùng ấn tượng với anh, tới mức cô nói nhỏ với Cameron, "Anh ấy quá tuyệt vời. Kể cả nếu ông không chọn tôi, thì hãy chọn anh ấy." Winslet gửi cho Cameron một bông hoa hồng với một tấm thiệp ký tên "Từ nàng Rose của ông" và thuyết phục ông qua điện thoại. "Ông không hiểu đâu!" một hôm cô nài nỉ với Cameron khi gặp được đạo diễn trên chiếc xe Humvee của ông qua điện thoại di động. "Tôi chính là Rose! Tôi không hiểu vì sao ông vẫn còn cân nhắc bất kỳ một ai khác!" Sự kiên nhẫn, cùng với tài năng của cô, cuối cùng cũng thuyết phục được Cameron chọn cô cho vai diễn này.[11]
- Billy Zane trong vai Caledon Nathan "Cal" Hockley: Cal là vị hôn phu 30 tuổi của Rose. Anh là một người đàn ông kiêu căng và tự phụ, và là người thừa kế một công ty thép ở Pittsburgh. Trong suốt thời lượng của phim, anh ngày càng trở nên ghen tuông và có những hành động độc ác để ngăn trở mối tình của Rose với Jack. Sau này anh đã tự tử vì khuynh gia bại sản sau Cuộc khủng hoảng phố Wall năm 1929. Vai diễn này ban đầu được dành cho Matthew McConaughey.[12]
- Frances Fisher trong vai Ruth DeWitt Bukater: người mẹ goá của Rose, người sắp đặt lễ đính hôn giữa con gái với Cal nhằm giữ được địa vị xã hội cao của gia đình. Bà yêu con gái và tin rằng địa vị xã hội còn quan trọng hơn cả một cuộc hôn nhân có tình yêu. Bà tỏ ra khinh miệt Jack, kể cả khi anh đã cứu sống con gái bà.
- Gloria Stuart trong vai Rose Dawson Calvert: Rose là người kể chuyện chính của bộ phim trong các phân cảnh hiện đại. Cameron từng nói, "Để giúp người xem có thể chứng kiến cả hiện tại và quá khứ, tôi quyết định tạo ra một nhân vật hư cấu sống sót sau thảm kịch, nay đã [gần] 101 tuổi, và bà đóng vai trò cầu nối giữa chúng ta với lịch sử."[10] Bà Rose 100 tuổi này đã cho Lovett biết một số thông tin liên quan đến viên kim cương "Trái tim của Đại dương" sau khi anh tìm thấy một bức tranh khoả thân của bà trong xác con tàu đắm. Bà kể lại câu chuyện về những ngày bà ở trên tàu, và là người đầu tiên nhắc tới Jack kể từ sau thảm kịch. Ở tuổi 87, nữ diễn viên Stuart phải qua hoá trang để trông già hơn cho phù hợp với vai diễn.[12] Nói về việc tuyển Stuart, Cameron nói, "Đạo diễn tuyển vai của tôi đã tìm ra bà ấy. Cô được cử đi làm nhiệm vụ tìm những nữ diễn viên đã nghỉ hưu từ thời kỳ Hoàng kim của Hollywood thập niên 30 và 40."[18] Cameron cũng nói rằng ban đầu ông không biết Stuart là ai, và định cân nhắc Fay Wray cho vai diễn. "Nhưng [Stuart] đã quá nhập vai, và rất minh mẫn, ngoài ra bà còn có một tinh thần tuyệt vời. Và tôi còn thấy được sự liên kết giữa tinh thần của bà và của [Winslet]," Cameron cho biết. "Tôi thấy sự hân hoan trong tâm hồn cả hai người, và tôi nghĩ rằng các khán giả cũng sẽ có thể nhận ra rằng họ là một."[18] Winslet và Stuart đều cho rằng nhân vật của họ đã qua đời ở cuối bộ phim,[19][20] trong khi Cameron nói trong bài bình luận trên DVD phim rằng ông muốn để khán giả tự hiểu về kết thúc của câu chuyện.[21] Stuart qua đời ngày 26 tháng 9 năm 2010, ở tuổi 100, gần bằng tuổi bà Rose già trong phim.[22]
- Bill Paxton trong vai Brock Lovett: Một nhà săn tìm kho báu đi tìm kiếm "Trái tim của Đại dương" trong xác tàu Titanic ở hiện tại. Thời gian và quỹ tiền tài trợ cho chuyến thám hiểm của anh sắp kết thúc. Anh sau đó đã thú nhận trong đoạn kết của bộ phim rằng, mặc dù nghĩ về Titanic trong suốt ba năm trời, anh vẫn chưa bao giờ thực sự hiểu được nó cho tới khi nghe câu chuyện của Rose.
- Suzy Amis trong vai Lizzy Calvert: cháu gái của Rose, người cùng đi với bà khi bà tới chiếc tàu của Lovett.
- Danny Nucci trong vai Fabrizio De Rossi: Người bạn Ý thân nhất của Jack, người lên tàu RMS Titanic với anh sau khi Jack thắng hai chiếc vé tàu trong ván bài may rủi. Fabrizio không lên được thuyền cứu sinh khi Titanic chìm và chết khi một trong số những ống khói của tàu gãy và đổ sập xuống nước.
- David Warner trong vai Spicer Lovejoy: Một cựu cảnh sát của tổ chức gián điệp quốc gia Pinkerton, Lovejoy là người hầu và là người bảo vệ gốc Anh của Cal, người để mắt đến Rose và nghi ngờ về những chuyện xảy ra sau vụ Jack cứu cô. Hắn chết khi tàu Titanic gãy làm đôi, khiến hắn ngã vào giữa hai mảnh vỡ của tàu.
- Jason Barry trong vai Thomas "Tommy" Ryan: Một hành khách hạng ba người Ireland, kết bạn với Jack và Fabrizio. Tommy chết khi anh vô tình bị đẩy về phía trước và bị Sĩ quan thứ nhất Murdoch bắn trong lúc hoảng loạn.

### Nhân vật lịch sử

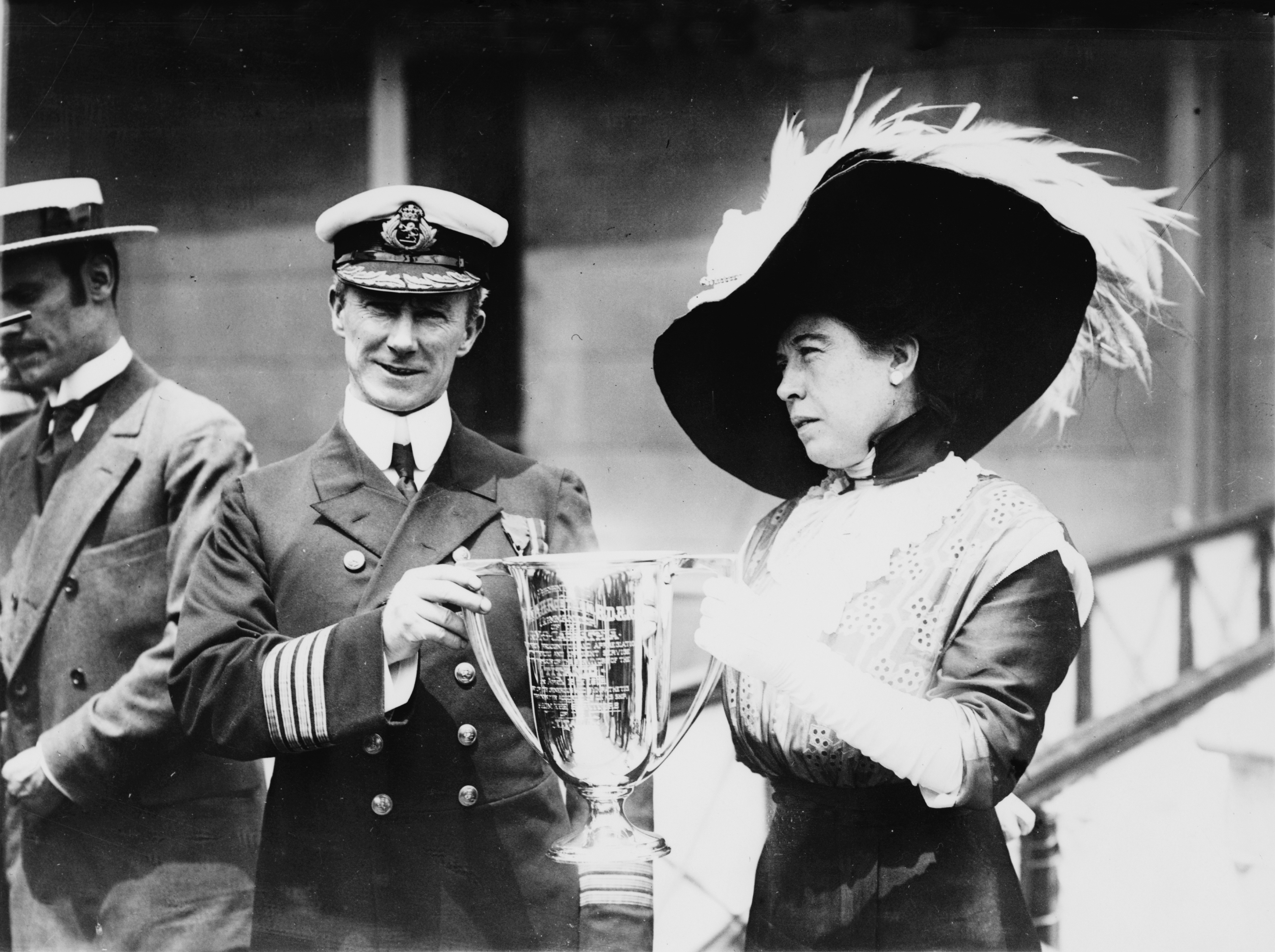
Bà Margaret Brown thật (bên phải) đang trao tặng thuyền trưởng Arthur Henry Rostron một chiếc huy chương vì những đóng góp của ông trong cuộc giải cứu những hành khách thoát nạn của tàu Titanic.

Mặc dù không phải—và cũng không có ý định—hoàn toàn tái hiện một cách chính xác hoàn toàn các sự kiện đã xảy ra, bộ phim có đưa lên màn ảnh một số nhân vật có thật trong lịch sử như sau:
- Kathy Bates trong vai Margaret "Molly" Brown: Brown bị một số nữ hành khách hạng nhất khác, kể cả Ruth, coi thường vì là một con người "thô tục" và là tầng lớp "tiền mới" do bất ngờ trở thành chủ sở hữu của khối tài sản khổng lồ. Bà tỏ ra khá thân thiện với Jack và cho anh mượn một chiếc áo vét mặc trong dạ tiệc (vốn được bà mua cho con trai) khi anh được mời ăn tối trên phòng ăn lớn ở khoang hạng nhất. Mặc dù Brown là một nhân vật có thật, Cameron quyết định không tái hiện lại những gì bà đã làm trong lịch sử. Molly Brown được các nhà sử học phong tặng danh hiệu "Bà Molly Brown không thể chìm" bởi bà, cùng với sự ủng hộ của những người phụ nữ khác, đã chiếm quyền chỉ huy chiếc thuyền cứu sinh số 6 từ tay hạ sĩ quan Robert Hichens.[24] Tuy nhiên, một số chi tiết trong cuộc cãi nhau giữa hai người có xuất hiện trong bộ phim của Cameron.
- Victor Garber trong vai Thomas Andrews: Là người đóng chiếc tàu, Andrews được tái hiện là một người rất tốt và hiền hậu, ông tỏ ra khiêm tốn khi nói về những thành tựu lớn lao mình đã đạt được. Sau vụ va chạm, ông cố gắng thuyết phục mọi người, đặc biệt là Ismay, rằng đây là một "sự chắc chắn trong toán học" rằng con tàu sẽ chìm. Trong cảnh tàu chìm, ông đứng bên cạnh chiếc đồng hồ trong phòng hút thuốc ở khoang hạng nhất, đau đớn vì thất bại trong việc xây một con tàu mạnh mẽ và an toàn.
- Bernard Hill trong vai Thuyền trưởng Edward John Smith: Smith dự định Titanic sẽ là chuyến đi cuối cùng của ông trước khi nghỉ hưu. Khi tàu chìm, ông trở về đài chỉ huy, và chết đuối vì cửa sổ vỡ tung và nước tràn vào phòng, trong lúc ông đang tựa tay vào chiếc bánh lái. Hiện nay vẫn còn những cuộc tranh luận cho rằng liệu ông chết như vậy hay chết cóng sau đó, vì theo một số báo cáo, người ta nhìn thấy ông gần chiếc thuyền gập B bị lật.[25] Một số người khác nói rằng ông bị đè lên khi ống khói số 1 đổ.
- Jonathan Hyde trong vai J. Bruce Ismay: Ismay được tái hiện là một người đàn ông hạng nhất giàu sang nhưng kém hiểu biết. Trong phim, ông lợi dụng chức vụ giám đốc quản lý của hãng White Star Line để buộc Thuyền trưởng Smith cho tàu chạy nhanh hơn với hy vọng sẽ tới New York sớm trước sự chứng kiến của báo giới; mặc dù việc làm này của ông xuất hiện khá nhiều trong những tác phẩm tái hiện lại thảm kịch, nhưng không có nhiều bằng chứng chứng minh.[26][27] Sau vụ va chạm, ông cố tin rằng con tàu "không thể chìm" này chìm do định mệnh. Ismay sau đó đã lên chiếc thuyền gấp C (một trong số những thuyền cứu sinh cuối cùng rời tàu) ngay trước khi nó được hạ thủy. Báo chí và dư luận gọi ông là một con người hèn nhát vì đã sống sót sau tai nạn trong khi rất nhiều phụ nữ và trẻ em chết đuối.
- Eric Braeden trong vai John Jacob Astor IV: một hành khách khoang hạng nhất mà Rose gọi là người giàu nhất trên tàu (điều này được xác nhận là chính xác). Bộ phim tái hiện Astor và người vợ 18 tuổi của ông Madeleine trong cảnh Rose giới thiệu với Jack về ông trong bữa tối ở khoang hạng nhất. Sau phần chào hỏi, Astor hỏi liệu Jack có liên hệ gì với 'Boston Dawsons', một câu hỏi mà Jack đã khéo léo lái đi khi nói rằng thật ra anh có liên hệ với Chippewa Falls Dawsons. Lần cuối Astor xuất hiện trong phim là ở phân cảnh kính mái vòm trên Cầu thang lớn vỡ và nước dội vào. Trên thực tế, Astor chết khi bị chiếc ống khói số 1 của con tàu đổ đè lên.[28]
- Bernard Fox trong vai Đại tá Archibald Gracie IV: Bộ phim tái hiện cảnh Gracie nói với Cal rằng "phụ nữ và máy móc không thể hoà hợp với nhau được", và khen Jack vì đã cứu Rose ngã khỏi tàu, mặc dù ông không biết rằng cô đang cố tự vẫn. Fox cũng đóng vai Frederick Fleet trong bộ phim năm 1958 Cái đêm đáng nhớ, một bộ phim khác cũng tái hiện thảm kịch này.
- Michael Ensign trong vai Benjamin Guggenheim: Trùm tư bản khai thác mỏ đi vé hạng nhất. Ông khoe cô tình nhân người Pháp Madame Aubert với những hành khách khác khi vợ và ba con gái đang đợi ở nhà. Khi Jack tham gia bữa tiệc ở khoang hạng nhất sau khi cứu Rose, Guggenheim gọi anh là một người "tự do phóng túng" (không theo các khuôn phép xã hội). Trong cảnh tàu chìm, ông từ chối không mặc áo phao, nói rằng ông đã sẵn sàng để ra đi như một người đàn ông.
- Jonathan Evans-Jones trong vai Wallace Hartley: Nhạc trưởng và người chơi violon trên tàu, người đã cùng các đồng nghiệp chơi những bản nhạc trấn an tinh thần trên boong khi tàu chìm. Khi con tàu bắt đầu lao xuống nước lần cuối cùng, ông đã chỉ huy ban nhạc chơi nhạc phẩm Nearer, My God, to Thee, theo giai điệu của Bethany,[29][30] và chết khi tàu chìm.
- Ewan Stewart trong vai Sĩ quan thứ nhất William Murdoch: Đây là sĩ quan chịu trách nhiệm chỉ huy vào đêm tàu va phải băng trôi. Trong khi cố gắng lập lại trật tự khi mọi người ùa lên thuyền cứu sinh, Murdoch vô tình bắn chết Tommy Ryan và một hành khách khác trong một phút hoảng loạn, rồi tự sát vì cảm giác tội lỗi, và chi tiết hư cấu này đã vấp phải nhiều sự chỉ trích. Khi cháu trai của Murdoch, Scott xem bộ phim, ông đã phản đối việc tái hiện bác mình như vậy, cho rằng điều đó đã làm tổn hại tới danh tiếng vốn có của Murdoch như một vị anh hùng của thảm kịch.[31] Vài tháng sau, phó giám đốc của hãng Fox, Scott Neeson, đã tới Dalbeattie, Scotland, nơi Murdoch từng sống, để nói lời xin lỗi cá nhân, và quyên góp 5.000 bảng Anh cho trường trung học Dalbeattie để thúc đẩy Giải thưởng Tưởng nhớ William Murdoch của trường này.[32] Cameron cũng nói lời xin lỗi trên video bình luận trong bản DVD của phim, nhưng lưu ý rằng trên thực tế đã có một số sĩ quan bắn vào đám đông để đe doạ thực thi quy định "phụ nữ và trẻ em xuống trước".[33]
- Jonathan Phillips trong vai Sĩ quan thứ hai Charles Lightoller. Bộ phim tái hiện cảnh Lightoller nhắc thuyền trưởng Smith rằng sẽ khó khăn khi phát hiện băng trôi bởi không có nước lan ra bên dưới. Ông cũng xuất hiện trong tư thế chĩa súng vào đám đông hỗn loạn và đe doạ sẽ sử dụng nó để giữ trật tự. Trong cảnh ống khói đầu tiên của tàu đổ xuống, ông đứng trên nóc chiếc thuyền gấp B. Lightoller là sĩ quan cao cấp duy nhất của tàu sống sót sau thảm họa.
- Mark Lindsay Chapman trong vai Sĩ quan trưởng Henry Wilde: Là sĩ quan trưởng của con tàu, người để Cal lên thuyền cứu sinh bởi hắn đang ôm trong tay một đứa trẻ. Trước khi chết, ông cố thổi còi gọi các thuyền cứu sinh quay trở lại nơi tàu chìm để cứu những hành khách dưới nước. Sau khi ông bị chết cóng, Rose dùng cái còi của ông để thu hút sự chú ý của Sĩ quan thứ năm Lowe, và sau đó chiếc thuyền đã quay lại cứu cô.
- Ioan Gruffudd trong vai Sĩ quan thứ năm Harold Lowe: Sĩ quan duy nhất của con tàu đã chỉ huy một thuyền cứu sinh quay lại cứu những người sống sót sau vụ chìm tàu đang lênh đênh trên mặt nước lạnh như băng. Bộ phim tái hiện cảnh Lowe cứu sống Rose khỏi làn nước.
- Edward Fletcher trong vai Sĩ quan thứ sáu James Moody: Sĩ quan cấp thấp duy nhất của con tàu thiệt mạng trong vụ chìm tàu. Bộ phim tái hiện cảnh Moody đồng ý cho Jack và Fabrizio lên tàu chỉ vài giây trước khi nó rời cảng Southampton. Moody sau đó nghe lệnh ông Murdoch cho tàu chạy với vận tốc cực đại, và cho Sĩ quan thứ nhất Murdoch biết về tảng băng trôi trước mặt.
- James Lancaster trong vai Father Thomas Byles: Cha Byles, một linh mục Thiên Chúa giáo đến từ nước Anh, được tái hiện đang cầu nguyện và an ủi hành khách trong những phút cuối cùng của con tàu.
- Lew Palter và Elsa Raven trong các vai Isidor Straus và Ida Straus: Isidor là cựu chủ của công ty R.H. Macy and Company, cựu nghị sĩ New York, và là thành viên của Uỷ ban Cầu đường New York và New Jersey (New York and New Jersey Bridge Commission). Trong khi tàu chìm, vợ ông, bà Ida, được đề nghị xuống thuyền cứu sinh, nhưng bà từ chối và nói rằng bà sẽ giữ lời thề khi kết hôn là ở lại với Isidor. Lần cuối người xem nhìn thấy họ là khi họ đang nằm ôm nhau trên giường khi nước tràn vào phòng.
- Martin Jarvis trong vai Ngài Cosmo Duff-Gordon: Một nam tước người Scotland được cứu thoát trên thuyền cứu sinh số 1. Các thuyền cứu sinh số 1 và 2 là các thuyền khẩn cấp có thể chở được 40 người. Nằm ở phía trước boong tàu, các thuyền này luôn sẵn sàng được hạ thủy để phòng trường hợp có ai ngã xuống nước. Trong đêm xảy ra thảm họa, thuyền cứu sinh số 1 là chiếc thuyền thứ tư được hạ thủy, với 12 người, trong đó có Duff-Gordon, vợ và thư ký của ông. Vị nam tước bị chỉ trích nặng nề về cách ứng xử trong vụ việc. Ông được cho là đã lên tàu cứu sinh, đi ngược lại với quy định "phụ nữ và trẻ em trước" và đã không quay trở lại cứu những người đang vật lộn dưới làn nước lạnh. Ông cho mỗi thủy thủ trên thuyền cứu sinh năm bảng, và số tiền này bị những người chỉ trích ông cho là một khoản hối lộ. Gia đình Duff-Gordon vào thời điểm đó (và thư ký của vợ ông trong một bức thư được viết khi đó và được tìm thấy năm 2007) tuyên bố rằng không có phụ nữ hay trẻ em nào đứng đợi quanh thuyền của họ, và có xác nhận rằng thuyền số 1 của tàu Titanic gần như trống không, do đó Sĩ quan thứ nhất William Murdoch đã mời Duff-Gordon, vợ và thư ký của ông lên (chỉ là để làm đầy nó) sau khi họ hỏi liệu họ có được lên không. Duff-Gordon phủ nhận việc ông đưa tiền cho thủy thủ là để hối lộ. Uỷ ban điều tra về thảm họa này (thuộc Hội đồng điều tra các vụ đắm tàu của Anh) chấp nhận lời phủ nhận này của Duff-Gordon, nhưng vẫn giữ quan điểm rằng, nếu chiếc thuyền cứu sinh của ông quay lại cứu những người đang ở dưới nước, thì chắc chắn đã có nhiều người được cứu sống hơn.[34][35]
- Rosalind Ayres trong vai Bà Duff-Gordon: Nhà thiết kế thời trang nổi tiếng thế giới và là vợ của Ngài Cosmo. Bà được cứu sống trên thuyền cứu sinh số 1 cùng chồng. Bà và chồng chưa bao giờ ngừng phản đối những tin đồn rằng họ đã ngăn cản các thủy thủ trên thuyền cứu sinh trở lại khu vực tàu đắm bởi lo sợ họ sẽ bị hút xuống theo.[36][37][38]
- Rochelle Rose trong vai Noël Leslie, Nữ bá tước của Rothes: Nữ bá tước tỏ ra khá thân thiện với Cal và gia đình DeWitt Bukater. Mặc dù có địa vị xã hội cao hơn Ngài Cosmo và Bà Duff-Gordon, bà khá tốt tính, tham gia chèo thuyền cứu sinh và chăm sóc những hành khách đi vé hạng thấp.
- Scott G. Anderson trong vai Frederick Fleet: Người gác đã phát hiện ra khối băng. Fleet thoát nạn trên chiếc thuyền cứu sinh số 6.
- Paul Brightwell trong vai Hạ sĩ quan Robert Hichens: Một trong số sáu hạ sĩ quan của con tàu và là người cầm lái khi xảy ra vụ va chạm. Ông chịu trách nhiệm chỉ huy chiếc thuyền cứu sinh số 6. Ông từ chối quay lại cứu vớt những người sống sót trên mặt nước sau khi tàu chìm và cuối cùng để Molly Brown cầm lái con thuyền.
- Martin East trong vai Reginald Lee: Người gác còn lại trên đài quan sát. Anh thoát nạn trong vụ chìm tàu.
- Simon Crane trong vai Sĩ quan thứ tư Joseph Boxhall: Sĩ quan phụ trách việc bắn pháo hiệu và chỉ huy thuyền cứu sinh số 2 trong vụ chìm tàu. Ông xuất hiện bên mạn đài chỉ huy giúp đỡ các thủy thủ đốt pháo.
- Gregory Cooke trong vai Jack Phillips: Người trực điện tín chính trên tàu Titanic, được thuyền trưởng Smith ra lệnh gửi tín hiệu kêu cứu.
- Craig Kelly trong vai Harold Bride: Người trực điện tín phụ trên tàu Titanic.
- Liam Tuohy trong vai Thợ làm bánh mì trưởng Charles Joughin: Người thợ làm bánh mì xuất hiện trong bộ phim trên nóc hàng rào chắn cùng với Jack và Rose khi tàu chìm, tay cầm bình rượu brandy uống. Theo những lời khai của Joughin ngoài đời thực, ông bám vào chiếc tàu và lao xuống nước mà không làm ướt tóc. Ông cũng nói rằng lúc đó ông ít cảm thấy lạnh, có lẽ bởi do uống nhiều rượu.[39]
- Terry Forrestal trong vai Kỹ sư trưởng Joseph G. Bell: Bell và những người thợ của ông đã làm việc tới phút cuối cùng để giữ cho ánh sáng và nguồn điện trên tàu hoạt động, giúp tín hiệu kêu cứu liên tục được gửi đi. Bell và toàn bộ các kỹ sư thiệt mạng trong lòng tàu Titanic.
- Kevin De La Noy trong vai Sĩ quan thứ ba Herbert Pitman: Chỉ huy thuyền cứu sinh số 5.

### Diễn viên khách mời
Một số thủy thủ của tàu Akademik Mstislav Keldysh xuất hiện trong bộ phim, trong đó có Anatoly Sagalevich, nhà thiết kế và người lái thiết bị lặn sâu tự hành của tàu MIR. Anders Falk, người quay bộ phim tài liệu về bối cảnh của bộ phim cho Cộng đồng lịch sử Titanic, xuất hiện trong phim với vai một người nhập cư Thuỵ Điển mà Jack Dawson gặp khi tới phòng ở của mình; Ed và Karen Kamuda, sau đó lần lượt là Chủ tịch và Phó chủ tịch của Cộng đồng này, là các diễn viên quần chúng trong phim. James Cameron và Barry Dennen xuất hiện trong vai những người đang cầu nguyện, Greg Ellis đảm nhận vai diễn khách mời là một người phục vụ trên tàu Carpathia, còn Oliver Page trong vai Steward Barnes.
Con tàu đỗ bên cạnh Titanic là chiếc SS Nomadic (1911), tàu dẫn đường cho Titanic, vẫn còn tồn tại đến ngày nay.

## Sản xuất tiền kỳ

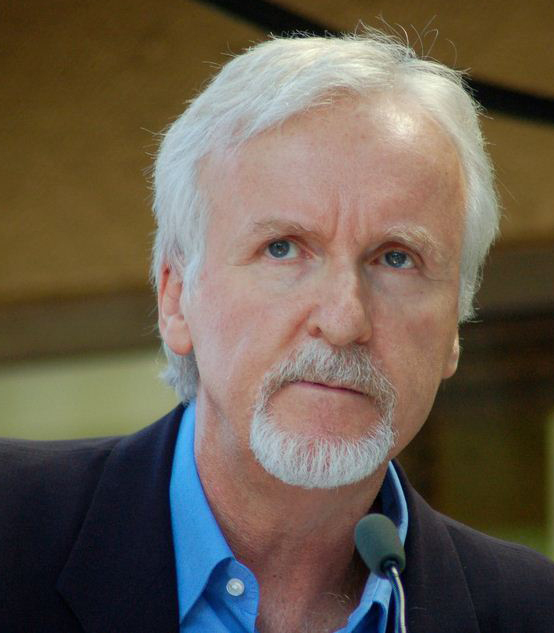
James Cameron trong một buổi diễn thuyết vào năm 2012. Ông là người đứng sau thành công của bộ phim Titanic.

### Kịch bản và ý tưởng cảm hứng
— James Cameron chia sẻ vào năm 2012.
James Cameron có một niềm đam mê với những xác tàu đắm, và đối với ông, RMS Titanic là "đỉnh Everest của những xác tàu." Ông đã qua cái tuổi để có thể tham gia một cuộc thám hiểm dưới nước, nhưng chia sẻ rằng ông vẫn không thôi nung nấu ý định theo đuổi một cuộc sống khác mà mình đã bỏ qua khi quyết định chuyển học đại học từ ngành khoa học sang nghệ thuật. Vậy nên khi một bộ phim định dạng IMAX được thực hiện từ chính những cảnh quay xác tàu đắm, ông quyết định đi tìm tài trợ ở Hollywood để "chi trả cho một chuyến thám hiểm và làm điều tương tự." Quyết định này "không phải chỉ vì tôi muốn làm phim," Cameron nói. "Tôi muốn được lặn xuống xác con tàu."
Cameron viết kịch bản sơ lược (cùng với các giải pháp thực hiện) cho một bộ phim về Titanic, tới gặp các giám đốc điều hành của hãng 20th Century Fox, trong đó có doanh nhân Peter Chernin, đưa kịch bản cho họ và gọi đây là "vở Romeo và Juliet trên tàu Titanic". Cameron nói, "Họ như kiểu, 'Thôi được rồi – một vở hùng ca lãng mạn dài ba tiếng ư? Được, đó đúng là những gì chúng tôi cần. Có chút gì của Kẻ huỷ diệt trong đó không? Có thêm những máy bay Harrier jet, những cảnh bắn nhau, hay rượt đuổi ô tô nào trong đó không?' Tôi nói, 'Không, không, không. Nó không phải như thế.'" Hãng phim tỏ ra nghi ngờ về viễn cảnh thương mại của dự án này, nhưng vì hy vọng giữ được mối quan hệ lâu dài với Cameron, nên họ bật đèn xanh cho ông.
Cameron thuyết phục Fox quảng cáo cho bộ phim dựa trên sự quan tâm có được của công chúng bằng việc quay chính xác tàu Titanic thật, và lên kế hoạch tổ chức một vài lần lặn xuống đáy biển trong hai năm. "Đề xuất đó của tôi được yêu cầu làm rõ thêm một chút nữa," Cameron nói. "Vậy nên tôi bảo rằng, 'Đây này, chúng ta phải làm cả đoạn đầu phim, khi họ xuống thám hiểm con tàu Titanic và tìm thấy viên kim cương, do vậy chúng ta phải quay tất cả các cảnh xác tàu đó." Cameron phát biểu, "Bây giờ, hoặc chúng ta phải dựng những mô hình cụ thể và thực hiện những cảnh quay điều khiển chuyển động và đồ họa máy tính và tất cả những thứ đó, sẽ tốn một khoản tiền X nào đó – hoặc chúng ta vẫn dùng khoản tiền X đó và đầu tư thêm 30 phần trăm nữa rồi đi quay xác tàu thật."
Nhóm làm phim thực hiện các cảnh quay xác tàu thật trên Đại Tây Dương tổng cộng mười hai lần trong năm 1995 và trên thực tế, họ dành nhiều thời gian với con tàu hơn là với những hành khách của nó. Ở độ sâu này, với áp lực nước khoảng 6.000 pound trên một inch vuông (tức khoảng 2.721,5 kg/inch2), "một vết nứt nhỏ trên thân tàu ngầm sẽ giết chết tất cả mọi người trên tàu ngay tức khắc." Không chỉ có độ rủi ro cao, mà những điều kiện bất lợi dưới nước không cho phép Cameron có được những cảnh quay chất lượng cao như mong muốn. Trong một lần lặn, một trong số các tàu ngầm đã va chạm với thân tàu Titanic, gây thiệt hại cho cả thiết bị của họ lẫn xác tàu, và những mảnh vỡ từ tấm che chân vịt của chiếc tàu ngầm vung vãi khắp nơi quanh kiến trúc thượng tầng của Titanic. Vách ngăn bên ngoài phòng của thuyền trưởng Smith bị sập, để lộ phần nội thất ra ngoài. Khu vực xung quanh lối vào Cầu thang lớn cũng bị ảnh hưởng.
Lặn xuống xác con tàu thực khiến cả Cameron và đoàn làm phim muốn "[làm một bộ phim] đạt được tới mức độ hiện thực đó.... Nhưng còn có một sự thay đổi khác trong nhận thức của chúng tôi đến từ chính xác tàu, và chúng tôi hiểu rằng đó không chỉ là một câu chuyện hay một vở kịch đơn thuần," ông nói. "Đó là một sự kiện xảy ra với những con người thực, những người đã thiệt mạng trong thảm kịch. Làm việc với xác tàu trong một khoảng thời gian lâu như vậy, bạn sẽ có một xúc cảm mạnh mẽ, – đó là một nỗi buồn vô hạn – và cảm nhận được sự bất công của nó, cùng với thông điệp mà nó gửi gắm." Cameron chia sẻ, "Bạn nghĩ rằng, 'Có lẽ sẽ không có nhiều nhà làm phim xuống tận xác tàu Titanic. Cũng có thể sẽ không bao giờ có một ai nữa – một nhà làm phim tài liệu chăng?." Vì vậy, ông cảm thấy "có một trách nhiệm lớn lao bao trùm quanh mình là phải chuyển tải được thông điệp tình cảm của nó – và phải làm cho nó thật đúng nữa".
Sau khi quay các cảnh quay dưới biển, Cameron bắt tay vào việc viết kịch bản. Với mong muốn tôn vinh những người đã thiệt mạng trong vụ đắm tàu, ông dành sáu tháng nghiên cứu những tài liệu về các hành khách và thủy thủ đoàn trên tàu Titanic. "Tôi đọc tất cả những gì có thể. Tôi lập ra một dòng thời gian vô cùng chi tiết về những ngày ra khơi của con tàu và liệt kê tỉ mỉ những sự việc xảy ra trong cái đêm cuối cùng đó," ông nói. "Và từ những tư liệu ấy tôi viết kịch bản, và tôi có nhờ một số chuyên gia sử học tới phân tích những gì tôi viết và đưa ra nhận xét, rồi tôi chỉnh sửa lại theo những nhận xét ấy." Ông để ý tỉ mỉ tới từng chi tiết, đưa cả một cảnh quay tàu Californian phớt lờ tín hiệu kêu cứu của Titanic, mặc dù sau đó nó đã bị cắt (xem bên dưới). Ngay từ khi bắt đầu quay, họ đã có "một bức tranh rất rõ ràng" về những gì đã xảy ra với con tàu đêm đó. "Tôi có một thư viện toàn những thứ liên quan đến Titanic xếp kín một bức tường phòng làm việc của tôi, bởi tôi muốn nó phải chính xác, nhất là khi mình đã có ý định lặn xuống tận xác tàu," ông nói. "Theo một cách nào đó thì việc đã lặn xuống như vậy buộc chúng tôi phải tự đặt ra cho mình những yêu cầu cao hơn – điều đó phần nào nâng tầm cho bộ phim. Tôi muốn nó trở thành một tác phẩm minh họa hoàn chỉnh nhất những khoảnh khắc đã xảy ra trong lịch sử, như thể bạn đã dùng cỗ máy thời gian trở về thời điểm đó để quay phim vậy."
Cameron cho rằng vụ chìm tàu Titanic "giống như một cuốn tiểu thuyết hoành tráng đã xảy ra trong thực tế", nhưng những sự kiện trong đó chỉ là một câu chuyện về đạo đức đơn thuần; bộ phim sẽ cho khán giả trải nghiệm như được sống lại lịch sử. Nhà săn tìm kho báu Brock Lovett là hiện thân của những người chưa từng biết đến yếu tố nhân văn trong thảm kịch, trong khi tình yêu đang nồng nàn nở rộ giữa Jack và Rose, được ông cho là phần hấp dẫn nhất của câu chuyện: khi cuối cùng tình yêu của họ bị chia lìa, người xem sẽ xót xa trước sự mất mát ấy. "Tất cả các bộ phim của tôi đều là những câu chuyện tình," Cameron nói, "nhưng trong Titanic tôi cuối cùng đã có được sự cân đối cần thiết. Đó không phải là một bộ phim thảm họa. Đó là một câu chuyện tình bên cạnh một sự tái hiện chính xác gần như tuyệt đối về sự thật lịch sử." Cameron sau đó sắp xếp để mối tình ấy được kể qua lời của bà Rose khi đã già nhằm khiến những năm tháng đã qua như hiện về một cách chân thực hơn, sâu sắc hơn. Với ông, đoạn kết của bộ phim để lại một câu hỏi mở, liệu bà Rose đang mơ một giấc mơ hay đã ra đi trong giấc ngủ.

### Mô hình thu nhỏ

Phiên bản dựng lại của con tàu RMS Titanic. Các bản thiết kế được hãng đóng tàu Harland and Wolff của Anh cung cấp và Cameron cố gắng thực hiện một cách chi tiết và chính xác nhất có thể.

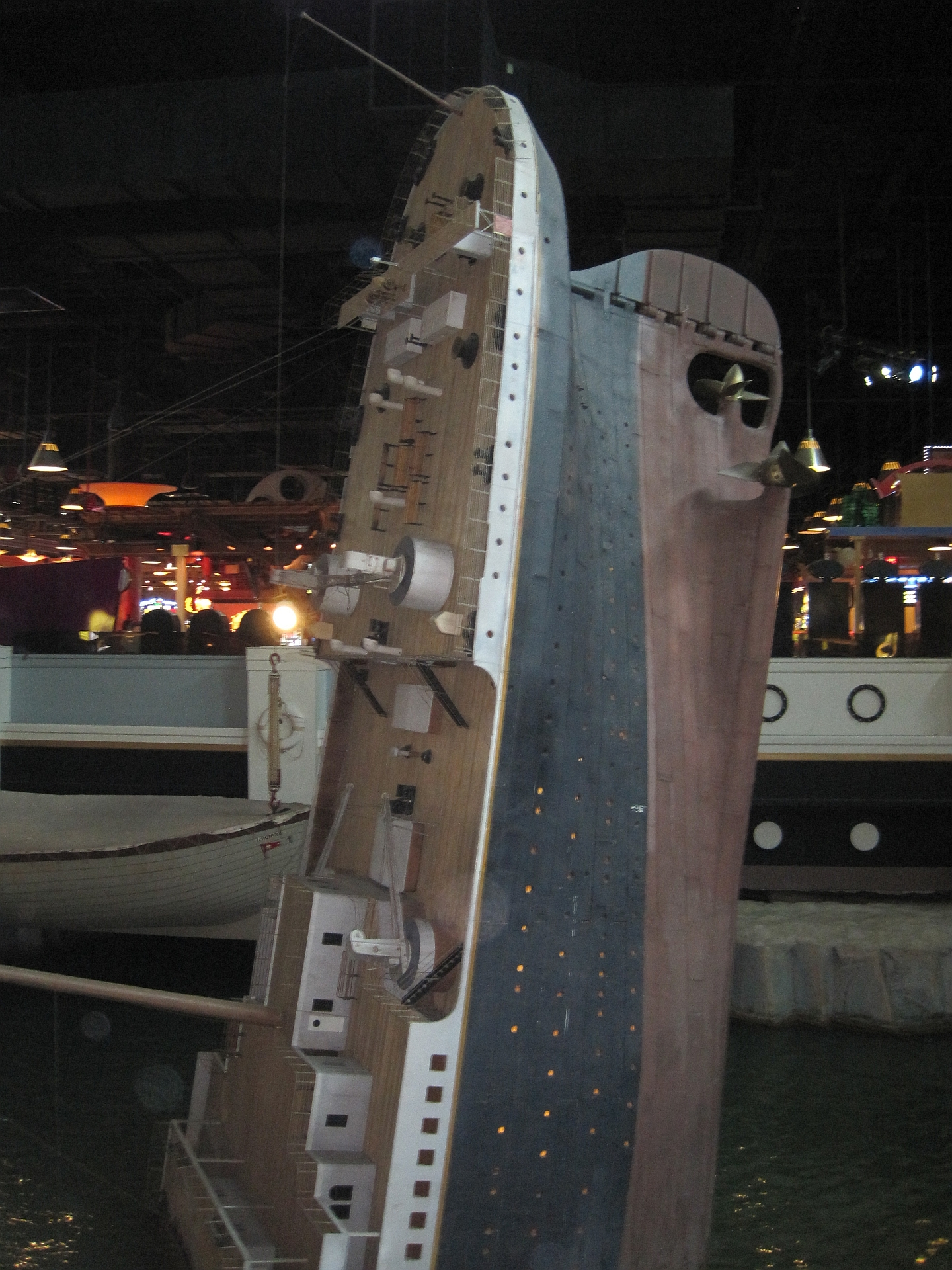
Bản sao mô phỏng con tàu Titanic chìm tại Hollywood Casino ở Tunica, Mississippi.

Harland and Wolff, công ty đóng tàu RMS Titanic, lật mở các tài liệu lưu trữ mật của họ và cung cấp cho đoàn làm phim các bản thiết kế con tàu tưởng chừng đã mất. Đội của nhà thiết kế sản xuất Peter Lamont đã đi sưu tầm các hiện vật từ thời bấy giờ để phục vụ cho phần nội thất của tàu. Đóng mới con tàu đồng nghĩa với việc tất cả các đạo cụ đều sẽ phải làm mới lại hoàn toàn. Hãng Fox mua một khoảng đất rộng 40 acrơ (khoảng 16 héc-ta) nằm sát biển ở vùng Playas de Rosarito thuộc Mexico, và khởi công xây dựng một trường quay mới tại đây vào ngày 31 tháng 5 năm 1996. Một bể nước có sức chứa mười bảy triệu ga-lông (tương đương khoảng 77.283 m³) được dựng lên để phục vụ cho các cảnh quay ngoại cảnh của con tàu, cho phép một góc nhìn trên đại dương rộng tới 270 độ. Con tàu được dựng lại với kích thước thật, nhưng Lamont đã loại bỏ một số phần thừa ở phần kiến trúc thượng tầng (superstructure) và đưa tầng hầm (well deck) ra phía trước để con tàu có thể nằm vừa vào bể chứa, những phần còn lại sau này được bổ sung bằng các mô hình kỹ thuật số (digital models). Các thuyền cứu sinh và ống khói được giảm xuống chỉ còn bằng mười phần trăm kích thước thật. Sàn tàu và boong A là những khu vực quay phim chính, còn những phần còn lại của tàu chỉ được bọc thép mà thôi. Bên trong tàu được lắp đặt một sàn nâng có thể nâng cao đến 50 foot (15 m) để nâng tàu nghiêng đi trong các phân cảnh tàu chìm. Phía trên là một cần cẩu lớn cao 162 foot (49 m) gắn với một đường ray dài 600 foot (180 m), đóng vai trò như một tổ hợp đa chức năng để lắp đặt hệ thống ánh sáng và máy quay phim.
Bối cảnh dùng cho cảnh quay các phòng bên trong Titanic được dựng lại chính xác như con tàu gốc, sử dụng tư liệu là những bức ảnh và các bản thiết kế của hãng đóng tàu. "Cầu thang xuống khoang hạng nhất của con tàu, vốn được miêu tả kỹ lưỡng trong kịch bản, được dựng bằng gỗ thật và đã bị phá huỷ khi quay cảnh tàu chìm." Các phòng, hệ thống thảm, các chi tiết thiết kế và màu sắc, từng đồ nội thất, trang trí, ghế ngồi, giấy dán tường, dao dĩa và bát ăn với biểu tượng của hãng White Star Line, trần nhà hoàn chỉnh và trang phục là một vài trong số những thiết kế trung thực với nguyên mẫu. Cameron ngoài ra còn mời hai nhà sử học chuyên nghiên cứu về Titanic, Don Lynch và Ken Marschall, đến xác thực các chi tiết lịch sử trong bộ phim.

## Sản xuất
Bộ phim bắt đầu bấm máy khởi quay vào ngày 31 tháng 7 năm 1996 tại Dartmouth, Nova Scotia, với việc các phân cảnh của cuộc thám hiểm ngày nay được quay trên tàu Akademik Mstislav Keldysh. Tháng 9 năm 1996, việc sản xuất bộ phim đã được đoàn làm phim chuyển đến ở trường quay Fox Baja Studios mới dựng ở Rosarito, Mexico. Phần đuôi tàu (poop deck) được lắp đặt trên một sàn có gắn bản lề có thể nâng từ không đến chín mươi độ chỉ trong vài giây phục vụ cho cảnh tàu chìm, khi đuôi tàu bị nâng cao lên trời. Để đảm bảo an toàn cho các diễn viên đóng thế, nhiều đạo cụ chỉ được làm bằng cao su bọt biển. Đến ngày 15 tháng 11, đoàn làm phim bắt đầu quay cảnh hành khách lên tàu. Cameron chọn đặt con tàu RMS Titanic với mạn phải hướng về phía cảng bởi theo các dữ liệu thời tiết, hướng gió chính hướng bắc - nam sẽ khiến khói từ các ống khói con tàu thổi về phía sau. Điều này làm nảy sinh một vấn đề khi quay cảnh tàu rời Southampton, bởi nó được neo ở vị trí mạn trái hướng về cảng. Vì vậy toàn bộ các chi tiết liên quan đến đạo cụ hay phục trang trong kịch bản đều phải đảo ngược lại, và nếu theo kịch bản ai đó phải đi sang phải, thì khi quay người đó lại phải đi sang trái. Trong quá trình sản xuất hậu kỳ, hình ảnh được đảo ngược lại cho đúng hướng.
Một biên đạo chuyên về các quy tắc xã giao và lễ nghi đã được thuê toàn thời gian để hướng dẫn diễn viên thực hiện các phép ứng xử của giới thượng lưu thời điểm năm 1912 cho đúng. Mặc dù vậy, một số nhà phê bình nhận xét rằng dáng điệu của những người này vẫn chưa chính xác, đặc biệt là hai nhân vật chính trong phim.

Cận cảnh bức ký họa nhân vật Rose khỏa thân chỉ đeo trên mình viên kim cương "Trái tim của Đại dương" do Cameron vẽ. Cảnh khỏa thân này là một trong những cảnh được quay đầu tiên, do trường quay chính lúc đó vẫn chưa hoàn thiện.

Cameron ký họa bức chân dung khoả thân của Rose do nhân vật Jack vẽ cho một cảnh quay mà ông cảm thấy có một sự kìm nén lớn lao ở trong đó. "Bạn biết điều đó có ý nghĩa thế nào với cô ấy đấy, sự giải thoát mà hẳn cô ấy đang được hưởng. Cảnh quay này trở nên sống động là vì thế," ông nói. Cảnh khoả thân là cảnh quay đầu tiên mà DiCaprio và Winslet thực hiện cùng nhau. "Nó không theo một kiểu thiết kế nào cả, mặc dù vậy tôi thấy mình vẫn không thể làm tốt hơn thế. Có một sự e ngại, một luồng sức mạnh và một sự ngập ngừng giữa họ," Cameron chia sẻ. "Họ đã tập cùng nhau rồi, nhưng chưa quay cảnh nào với nhau cả. Nếu được làm lại, có lẽ tôi sẽ nhấn sâu hơn tới phần cơ thể trong cảnh quay." Ông nói ông và đoàn làm phim "chỉ cố tìm cái gì đó để quay" bởi lúc đó bối cảnh chính vẫn chưa hoàn thiện. "Nó chưa dựng xong trong suốt hàng tháng trời, vì vậy chúng tôi cố tìm cái gì đó để lấp vào, tìm tất cả những cảnh có thể quay được." Sau khi xem lại trên phim, Cameron cảm thấy cảnh quay này tương đối tốt.
Dù vậy, thời gian làm việc trên trường quay không thực sự suôn sẻ. Thời kỳ quay phim là một trải nghiệm vô cùng gian khổ đã "khẳng định tiếng tăm của Cameron là 'con người đáng sợ nhất ở Hollywood'. Ông được biết đến như một vị đạo diễn cầu toàn không bao giờ chịu nhượng bộ, luôn đưa ra những mệnh lệnh cứng rắn" và là một người "chuyên quát tháo với âm lượng 300 decibel, một Thuyền trưởng Bligh của thời nay với cái loa và điện đàm trên tay, đứng từ trên cái cần cẩu cao 162 foot (gần 49,4 m) mà hét xuống mọi người". Winslet bị gãy xương khuỷu tay trong khi quay phim, và lo ngại rằng mình sẽ chết đuối trong bể nước 17 triệu ga-lông xây lên để chứa con tàu ấy. "Có nhiều lúc tôi thực sự phát sợ vì ông ấy. Tính khí của Jim thì, bạn sẽ không thể tin được đâu," cô nói. "'Trời đánh nó đi!' ông ấy quát một thành viên đáng thương nào đó trong đoàn làm phim, 'đó chính là điều tôi không muốn!'" Đồng nghiệp của cô, Bill Paxton, đã quen với cách làm việc của Cameron vì trước đó đã từng làm việc với ông. "Có quá nhiều người trên trường quay. Jim không phải mẫu người dành thời gian để lấy lòng từng thành viên trong đoàn," ông nói. Mọi người trong đoàn làm phim thì cho rằng Cameron có một cái tôi kinh khủng khác thường, và gọi trêu ông là "Mij" (từ Jim đọc ngược lại). Đáp lại những lời chỉ trích này, Cameron cho biết, "Làm phim cũng như một trận chiến. Một cuộc chiến lớn giữa thương mại và nghệ thuật." Ước tính có hơn 800 thành viên làm việc trên trường quay, một con số lớn nhất vào thời điểm đó cho bất kỳ bộ phim nào của Hollywood được sản xuất.
Ngày 9 tháng 8 năm 1996, trong thời gian quay phim trên tàu Akademik Mstislav Keldysh ở Canada, một thành viên nóng tính nào đó trong đoàn đã cho chất gây ảo giác PCP vào súp của Cameron và nhiều người khác, khiến hơn 50 người phải vào viện điều trị, trong đó có Bill Paxton. "Một số người chỉ cảm thấy tròng trành và mất thăng bằng. Nhưng có một số người nói họ thấy trong mắt những đường sọc dài và ảo giác," diễn viên Lewis Abernathy nói. Cameron còn bị nôn trước khi thuốc hoàn toàn hết tác dụng. Abernathy thực sự sốc trước cái nhìn của vị đạo diễn. "Một mắt ông ấy đỏ rực, như con mắt của nhân vật Kẻ huỷ diệt. Một con ngươi, không thấy tròng, đỏ như cây củ cải đường. Con mắt kia thì trông như thể ông ấy đã hít keo dán từ khi lên bốn tuổi." Một vụ điều tra đã được mở ra trong bốn năm, nhưng nhiều người trong cuộc đã không tìm ra được kẻ đứng sau vụ đầu độc này.
Lịch quay phim được dự tính kéo dài 138 ngày nhưng sau đó lên tới 160 ngày (bộ phim đóng máy vào ngày 23 tháng 3 năm 1997). Nhiều diễn viên bị cảm lạnh, cúm hoặc mắc các bệnh liên quan đến thận sau hàng giờ đồng hồ ngâm mình trong nước lạnh, trong đó có Winslet. Sau này, Winslet nói rằng cô sẽ không bao giờ làm việc với Cameron nữa trừ khi nhận được "rất nhiều tiền". Một số người rời đoàn làm phim và ba diễn viên đóng thế bị gãy xương, nhưng Nghiệp đoàn Diễn viên Màn ảnh sau khi điều tra đã xác nhận bối cảnh và các đạo cụ ban đầu không có gì gây nguy hiểm. Thêm vào đó, diễn viên DiCaprio cũng khẳng định anh không hề thấy nguy hiểm trong quá trình quay phim. Cameron tin vào thái độ làm việc say mê và chưa bao giờ đưa ra lời xin lỗi về cách ông điều hành trường quay, mặc dù ông cũng đã thừa nhận rằng:
| “               | Tôi đòi hỏi, và tôi đòi hỏi ở những nhân viên của tôi. Còn về chuyện làm việc kiểu thiết quân luật, tôi thừa nhận đã có lúc mình như thế trong khi điều khiển hàng nghìn diễn viên quần chúng mà vẫn phải duy trì tính lô-gic và đảm bảo an toàn cho mọi người. Tôi nghĩ bạn sẽ phải có phương pháp làm việc tương đối nghiêm khắc khi điều khiển nhiều người như thế. | ” |
| — James Cameron | |   |

Kinh phí làm phim Titanic bắt đầu tăng cao, và cuối cùng đã chạm ngưỡng 200 triệu USD. Các giám đốc hãng Fox tỏ ra hoang mang, và đề nghị cắt đi khoảng một tiếng trong bộ phim dài ba giờ đồng hồ. Họ lập luận rằng phim càng dài thì sẽ càng có ít suất chiếu hơn, như thế thì lợi nhuận sẽ thấp hơn, mặc dù những bản anh hùng ca dài như vậy sẽ giúp các đạo diễn có cơ hội giành giải Oscar. Cameron phản đối, nói với Fox rằng, "Các ông muốn cắt phim của tôi ư? Vậy các ông sẽ phải đuổi việc tôi! Các ông muốn đuổi việc tôi ư? Vậy thì các ông sẽ phải giết tôi!" Các giám đốc không muốn bắt đầu lại từ đầu, bởi thế sẽ khiến toàn bộ chi phí đầu tư của họ từ trước tới nay đổ xuống sông biển, nhưng ban đầu họ cũng từ chối lời đề nghị của Cameron không cần phải chia lợi nhuận cho vị đạo diễn nữa, cho rằng đó là một cử chỉ trống rỗng; thậm chí họ còn cảm thấy rằng phim sẽ khó mà thu lãi. Cameron giải thích hành động bồi thường này của ông là một vấn đề phức tạp. "...nói ngắn gọn là theo tỷ lệ, bộ phim tốn kinh phí hơn nhiều so với Kẻ huỷ diệt 2: Ngày phán xét và True Lies. Những phim đó tăng khoảng bảy đến tám phần trăm so với chi phí dự kiến ban đầu. Titanic cũng bắt đầu với một ngân sách lớn, nhưng sau đó nó còn tăng thêm rất nhiều," Cameron nói. "Là nhà sản xuất và đạo diễn cho bộ phim, tôi chịu trách nhiệm viết hoá đơn cho hãng, nên tôi cố gắng làm mọi thứ trở nên đỡ hơn cho họ. Tôi làm như vậy trong hai lần. Họ không yêu cầu tôi làm vậy, nhưng họ tỏ ra cảm kích với việc làm này của tôi."
Chính vì lo ngại về chi phí phát sinh sẽ ảnh hưởng đến công ty nên hãng Fox muốn tìm một hãng phim đối tác để đồng tài trợ cho bộ phim. Cuối cùng, Fox đã tiếp cận và hợp tác với Paramount Pictures, và cả hai hãng phim này đã đồng ý chia sẻ chi phí và phân chia nhiệm vụ phân phối bộ phim. Fox sau đó đã giữ quyền phát hành trên thị trường quốc tế và bán bản quyền phát hành trong nước cho Paramount để đổi lấy 65 triệu USD trong một nỗ lực thu hồi khoản đầu tư của họ.

## Sản xuất hậu kỳ

### Hiệu ứng hình ảnh
Cameron muốn đẩy xa giới hạn của hiệu ứng hình ảnh hơn nữa với bộ phim của mình, và thuê công ty Digital Domain tiếp tục phát triển các công nghệ kỹ thuật số mà vị đạo diễn này đã đi tiên phong khi thực hiện các phim The Abyss và Kẻ huỷ diệt 2: Ngày phán xét. Nhiều bộ phim trước đây về con tàu RMS Titanic tái hiện mặt nước bằng phương pháp quay chậm, khiến cho các cảnh quay trông không chân thực lắm. Ông đề nghị họ quay bằng một mô hình thu nhỏ của con tàu dài 45 foot (14 m) như thể "chúng ta đang làm một đoạn phim quảng cáo cho hãng White Star Line". Sau đó, nước và khói kỹ thuật số, và cả các hình ảnh các diễn viên quần chúng quay bằng công nghệ ghi hình chuyển động (motion capture) được thêm vào. Giám sát hiệu ứng hình ảnh Rob Legato quét hình khuôn mặt của rất nhiều diễn viên, kể cả chính bản thân ông và các con, để sử dụng cho các diễn viên quần chúng và diễn viên đóng thế tái tạo bằng kỹ thuật số. Ngoài ra còn có một mô hình đuôi tàu dài 65 foot (20 m) có thể gãy làm đôi một cách riêng biệt, và chúng là những mô hình thu nhỏ duy nhất được sử dụng dưới nước. Với các cảnh quay ở buồng đốt và động cơ của tàu, các nhà làm phim ghép các cảnh quay động cơ của tàu SS Jeremiah O'Brien với những mô hình thu nhỏ và các diễn viên diễn trước một màn hình xanh. Để tiết kiệm chi phí, hành lang đi dạo cho hành khách khoang hạng nhất cũng dùng các mô hình thu nhỏ ghép với các cảnh quay sử dụng màn hình xanh.

Khác với các phim trước đây về Titanic, phiên bản của Cameron tái hiện cảnh con tàu bị gãy làm đôi trước khi chìm hoàn toàn xuống biển. Đây là giả thiết khả thi nhất về những giây cuối cùng của tàu. Phim của Cameron là bộ phim thứ hai về Titanic tái hiện việc tàu bị gãy đôi, sau bộ phim truyền hình Titanic năm 1996.

Một bể chứa có dung tích 5.000.000 galông Mỹ (19.000.000 l) được sử dụng cho phân cảnh tàu chìm, giúp các nhà làm phim có thể nhấn chìm toàn bộ tổ hợp con tàu tái dựng xuống nước. Để quay cảnh nước tràn vào Cầu thang Lớn, 90.000 galông Mỹ (340.000 l) nước được xả vào bối cảnh trong khi nó được hạ xuống bể chứa. Không may thay, dòng nước xối từ trên xuống đã làm lật chiếc cầu thang khỏi phần nền được gia cố bằng thép của nó, tuy nhiên không có ai bị thương. Nửa trước phần ngoại thất dài 744 foot (227 m) của tàu RMS Titanic được nhấn chìm vào bể, nhưng vì là phần nặng nhất của con tàu nên nó có tác động giống như một chiếc lò xo chống xóc nổi trên mặt nước; và để nhấn chìm toàn bộ bối cảnh xuống nước, Cameron cho tháo dỡ toàn bộ nội thất trong lòng tàu và thậm chí còn tự tay đập vỡ các cửa sổ của hành lang đi dạo. Sau khi quay cảnh phòng ăn khoang hạng nhất chìm xong, đoàn làm phim dành ra ba ngày để quay cảnh thiết bị tự hành của Lovett tìm kiếm xác tàu ở hiện tại. Cảnh các hành khách nổi trên mặt nước Đại Tây Dương sau khi tàu chìm được quay trong một bể nước dung tích 350.000 galông Mỹ (1.300.000 l), với các xác chết đóng băng được tạo bằng cách rắc lên người diễn viên một loại bột có thể kết tinh khi gặp nước, và sáp được bôi lên tóc và quần áo.
Phân cảnh cao trào của tác phẩm, đó là khi con tàu gãy làm đôi trước khi chìm hẳn, cũng như cảnh nó lao xuống đáy Đại Tây Dương có sự tham gia của con tàu tái dựng kích thước thật được nâng lên cao, 150 diễn viên quần chúng và 100 diễn viên đóng thế. Cameron chỉ trích các phim Titanic trước đó đã tái hiện cảnh con tàu lao xuống lần cuối cùng chỉ như một cú trượt nhẹ nhàng. Ông "muốn diễn tả sự hỗn loạn ghê sợ đúng như những gì đã xảy ra". Khi thực hiện cảnh này, mọi người cần phải ngã xuống từ trên boong tàu đang ngày một nghiêng đi, lao xuống dưới hàng trăm feet và va phải những lan can, thanh chắn và chân vịt. Một số lần thử nghiệm với diễn viên đóng thế đã khiến vài người bị thương nhẹ và Cameron cho ngừng thực hiện những cảnh quá nguy hiểm. Chúng được hạn chế đến mức tối đa "bằng cách sử dụng người tái tạo trên máy tính cho các cảnh rơi nguy hiểm".

### Biên tập
Có một "sự thật lịch sử quan trọng" mà Cameron quyết định bỏ qua khi làm phim – đó là có một con tàu khác lúc đó đang ở khá gần Titanic, nhưng đêm đó đã tắt điện đài và không nhận được tín hiệu cầu cứu SOS của Titanic. "Đúng, là chiếc [SS] Californian. Đó không phải là một sự thoả hiệp với cách làm phim truyền thống. Đó là cách nhấn mạnh, tạo nên một thực tế xúc động cho bộ phim," Cameron phát biểu. Ông cho rằng có một số khía cạnh trong việc tái hiện vụ chìm tàu tỏ ra cần thiết trong quá trình sản xuất tiền kỳ và hậu kỳ, nhưng cuối cùng khi thực hiện lại không còn quan trọng nữa. "Tình tiết về con tàu Californian có trong kịch bản; chúng tôi thậm chí đã quay một cảnh các nhân viên trên tàu tắt chiếc điện đài Marconi của họ đi," Cameron nói. "Nhưng sau tôi đã loại bỏ nó. Loại bỏ hoàn toàn, vì điều đó sẽ hướng sự chú ý của bạn về không gian chính [của tàu Titanic]. Nếu Titanic, trên một phương diện nào đó, là một hình ảnh mang tính biểu tượng mạnh mẽ, giống như một thế giới, một xã hội thu nhỏ trong hoàn cảnh ngày tận thế đang tới gần, thì đó phải là một thế giới cô lập tuyệt đối."
Trong lần cắt đầu tiên, Cameron thay đổi đoạn kết đã dự tính nhằm giải quyết câu chuyện của Brock Lovett. Theo kịch bản ban đầu của đoạn kết, Brock và Lizzy trông thấy bà Rose già đứng ở đuôi tàu, và lo sợ bà định tự tử. Rose kể với họ rằng bà luôn mang viên kim cương "Trái tim của Đại dương" bên mình, nhưng không bán nó, để có thể trang trải cuộc sống một mình mà không cần tiền của Cal. Bà nói với Brock rằng cuộc đời là vô giá và thả viên kim cương xuống biển, sau khi cho Brock cầm thử nó. Sau khi công nhận rằng những kho báu chỉ là vô nghĩa, Brock cười trước sự ngu dốt của mình. Còn Rose quay lại phòng ngủ, và từ đó bộ phim kết thúc giống như bản phim cuối cùng. Trong quá trình biên tập, Cameron cho rằng với cách kết như vậy, khán giả sẽ không còn hứng thú với nhân vật Brock Lovett nữa và điều đó cũng sẽ không giúp giải quyết câu chuyện về anh, do đó cuối cùng khi thả viên kim cương Rose chỉ có một mình. Ông cũng không muốn ngắt quãng dòng cảm xúc buồn của khán giả sau cảnh chìm tàu Titanic với chi tiết đó.
Bản phim dùng trong lần chiếu thử đầu tiên có một cảnh đánh nhau giữa Jack và Lovejoy diễn ra sau khi Jack và Rose chạy trốn Cal vào phòng ăn đã ngập nước, nhưng các khán giả đến tham dự không thích nó. Cảnh này được viết nhằm giảm nhịp độ và tăng sự gay cấn cho phim, trong đó Cal (giả vờ) đồng ý cho Lovejoy, người hầu của mình, viên "Trái tim của Đại dương" nếu hắn ta lấy lại được nó từ tay Jack và Rose. Lovejoy bám theo hai người trong phòng ăn hạng nhất đang chìm. Đúng lúc họ suýt thoát được hắn ta, thì Lovejoy để ý thấy tay Rose trượt khỏi chiếc bàn cô đang ẩn nấp và chạm xuống nước. Để trả thù việc Lovejoy dựng chuyện anh "ăn cắp" chiếc vòng cổ, Jack lao ra đánh hắn và đập đầu hắn vào một chiếc cửa sổ kính, điều này lý giải vết cắt trên đầu Lovejoy trong bản phim hoàn chỉnh. Nhận xét về cảnh này, các khán giả tới xem thử cho rằng việc một người liều mạng vì một món tài sản là không thực tế, và Cameron cắt bỏ nó vì lý do này, cũng như vì yêu cầu thời gian và nhịp độ tiến triển của phim. Nhiều cảnh khác cũng bị cắt bỏ với lý do tương tự.

### Nhạc phim
Album nhạc phim Titanic do James Horner biên soạn. Về phần giọng hát xuất hiện xuyên suốt ở nền bộ phim, sau đó được Earle Hitchner của tờ The Wall Street Journal miêu tả là "đầy sức gợi", Horner chọn ca sĩ người Na Uy Sissel Kyrkjebø, được biết đến với tên gọi "Sissel". Horner biết tới Sissel qua album Innerst I Sjelen của cô, và ông đặc biệt thích cách cô thể hiện ca khúc "Eg veit i himmerik ei borg" ("Tôi biết ở nơi thiên đường có một toà lâu đài "). Ông đã thử giọng hai mươi nhăm đến ba mươi ca sĩ trước khi chọn Sissel để mang đến những cảm xúc đặc biệt cho bộ phim.
Horner ngoài ra còn viết bài hát "My Heart Will Go On" cùng Will Jennings một cách bí mật bởi Cameron nói ông không muốn có ca khúc có lời nào trong phim. Céline Dion đồng ý thu âm một bản thu thử với sự thuyết phục của chồng, René Angélil. Horner đợi tới khi Cameron có tâm trạng thích hợp rồi mới cho ông nghe ca khúc. Sau khi thưởng thức vài lần, Cameron đồng ý chọn bài hát này, mặc dù lo ngại ông có thể sẽ bị chỉ trích vì đã cố "tìm cách kiếm lời ở cuối phim". Cameron cũng muốn trấn an các giám đốc hãng phim đang lo lắng và "nhận thấy rằng một bài hát thành công trong bộ phim của ông sẽ là một nhân tố tích cực góp phần khẳng định sự hoàn thiện của tác phẩm."

## Phát hành

### Công chiếu lần đầu
20th Century Fox và Paramount Pictures đồng hỗ trợ tài chính cho Titanic, trong đó Paramount phụ trách phát hành ở Bắc Mỹ và Fox phụ trách phát hành toàn cầu. Họ hy vọng Cameron hoàn thành bộ phim để phát hành vào ngày 2 tháng 7 năm 1997. Bộ phim được dự định ra mắt vào ngày này "để tận dụng thời kỳ doanh thu phòng vé dồi dào vào mùa hè, khi đó những bom tấn thường sinh lời nhiều hơn". Đến tháng tư, Cameron nói rằng những hiệu ứng hình ảnh của phim quá phức tạp và do đó việc phát hành phim vào mùa hè sẽ khó thực hiện được. Do chậm trễ trong sản xuất, Paramount quyết định lùi ngày phát hành sang 19 tháng 12 năm 1997. Một số lời đồn thổi quá mức cho rằng "bản thân bộ phim đã là một thảm họa." Một buổi chiếu thử ở Minneapolis ngày 14 tháng 7 "nhận được những phản hồi tích cực" và "những lời lan truyền trên mạng Internet sẽ là nhân tố thuận lợi khiến mọi người truyền tai nhau về bộ phim". Điều này sau đó đã dẫn đến những phản hồi tích cực bao trùm từ giới truyền thông.
Bộ phim ra mắt lần đầu ngày 1 tháng 11 năm 1997, tại Liên hoan phim quốc tế Tokyo, phản hồi tại đây được báo The New York Times miêu tả là "thờ ơ". Những phản hồi tích cực chỉ quay trở lại tại Hoa Kỳ; ngày ra mắt chính thức ở Hollywood là 14 tháng 12 năm 1997, khi "những ngôi sao điện ảnh lớn tới tham dự buổi chiếu tỏ ra phấn khích và hăng hái khi nói về bộ phim với truyền thông thế giới".

### Doanh thu phòng vé
Tính cả lợi nhuận từ lần phát hành lại vào các năm 2012, 2017 và 2023, Titanic thu về 674,3 triệu USD ở khu vực Bắc Mỹ và 1,583 tỷ USD ở các quốc gia khác, tổng doanh thu toàn cầu của phim đạt 2,257 tỷ USD. Thành tích này giúp Titanic trở thành bộ phim có doanh thu toàn cầu cao nhất mọi thời đại vào năm 1998, và tiếp tục giữ ngôi vị này trong suốt mười hai năm, tới khi Avatar, một tác phẩm điện ảnh cũng do Cameron viết kịch bản, đạo diễn và đồng sản xuất, vượt qua vào năm 2010. Vào ngày 1 tháng 3 năm 1998, trở thành bộ phim đầu tiên vượt qua mốc doanh thu một tỷ USD toàn cầu, vào ngày cuối tuần từ 13–15 tháng 4 năm 2012—đúng một thế kỷ kể từ khi con tàu chìm xuống đáy Đại Tây Dương, Titanic trở thành bộ phim thứ hai vượt mốc doanh thu 2 tỷ USD trong lần phát hành lại dưới định dạng 3D. Box Office Mojo ước tính rằng Titanic là phim có doanh thu cao thứ năm mọi thời đại ở khu vực Bắc Mỹ sau khi đã điều chỉnh cho phù hợp với tỷ lệ trượt giá theo thời gian. Trang web này cũng ước tính rằng bộ phim đã bán được hơn 128 triệu vé tại Mỹ trong lần chiếu rạp đầu tiên.

#### Lần ra rạp đầu tiên

Áp phích phim công chiếu toàn cầu.

Bộ phim thu hút một lượng khán giả tới rạp khá đều đặn kể từ khi khởi chiếu ở Bắc Mỹ ngày thứ sáu, 19 tháng 12 năm 1997. Đến hết dịp cuối tuần đó, các rạp bắt đầu cháy vé. Phim thu về 8.658.814 USD trong ngày đầu tiên ra rạp và 28.638.131 USD trong dịp cuối tuần đầu tiên từ 2.674 rạp, trung bình doanh thu tại mỗi rạp là 10.710 USD, đứng thứ nhất trên bảng xếp hạng doanh thu phòng vé, vượt trên bộ phim thứ mười tám của loạt phim James Bond, Tomorrow Never Dies. Đến dịp năm mới, Titanic đem lại lợi nhuận 120 triệu USD, trở nên ngày càng nổi tiếng và các rạp tiếp tục cháy vé. Doanh thu phòng vé ngày cao nhất của phim là thứ bảy, 14 tháng 2 năm 1998, thu về 13.048.711 USD, thời điểm đó đã là 6 tuần kể từ khi khởi chiếu ở Bắc Mỹ. Bộ phim đứng đầu về doanh thu phòng vé trong mười lăm tuần liên tiếp ở Bắc Mỹ, đây vẫn là một kỷ lục chưa phim nào phá được cho tới nay. Thời gian bộ phim được chiếu tại các rạp Bắc Mỹ lên đến gần mười tháng, trước khi kết thúc hoàn toàn vào thứ năm, 1 tháng 10 năm 1998 với tổng doanh thu nội địa (ở Mỹ) cuối cùng là 600.788.188 USD. Ngoài Bắc Mỹ, lợi nhuận phim mang về còn gấp đôi con số trên, ở mức 1.242.413.080 USD đưa tổng doanh thu toàn cầu trong lần ra rạp đầu tiên của phim lên mức 1.843.201.268 USD.

#### Phân tích thành công thương mại
Trước khi được phát hành, nhiều nhà phê bình nhận định bộ phim sẽ là một thất bại lớn về doanh thu phòng vé, nhất là do đây là bộ phim có kinh phí lớn nhất từng được thực hiện tới thời điểm đó. Khi được chiếu cho giới truyền thông vào mùa thu năm 1997, "đó là một điềm báo kinh khủng" bởi "những người chịu trách nhiệm chiếu phim hôm đó tin rằng họ đang trên bờ vực mất việc – do cái gai lớn của bộ phim này khiến cuối cùng phải có tới hai hãng phim cùng góp sức chi trả khoản kinh phí khổng lồ để thực hiện ". Đôi lúc khi làm phim, Cameron cũng nghĩ rằng ông đang "lao đầu vào thảm họa". "Sáu tháng cuối cùng làm việc với Titanic chúng tôi luôn tự nhủ rằng hãng phim sẽ thất thu khoảng 100 triệu USD. Đó dường như là điều chắc chắn," ông nói. Khi bộ phim chuẩn bị phát hành, "một số kẻ xấu miệng đã chỉ trích Cameron vì cái được coi là sự hoang phí vô độ và ngạo mạn của ông". Một nhà phê bình phim của tờ Los Angeles Times viết rằng "Sự kiêu căng quá mức của Cameron sắp đánh đắm cả dự án này" và rằng bộ phim "hoàn toàn là một bản sao đã quá phổ biến của chủ nghĩa lãng mạn xa xưa ở Hollywood".
— Christopher Goodwin của báo The Times bình luận về phản ứng của Cameron trước những lời chỉ trích bộ phim Titanic
Khi bộ phim thành công vang dội, hơn nữa còn là một thành công chưa từng có về doanh thu phòng vé, nó được đánh giá là "một câu chuyện tình đã đánh cắp trái tim của cả thế giới ". "Đợt khán giả đầu tiên xem phim, họ bị choáng ngợp bởi quy mô và sự gần gũi của siêu phẩm. Họ rời rạp, nước mắt hằn trên mặt và cảm xúc như chết lặng vì kinh ngạc." Bộ phim được chiếu tại 3.200 rạp trong mười tuần kể từ khi khởi chiếu, và trong mười lăm tuần liên tiếp đứng đầu các bảng xếp hạng, tổng doanh thu phim tăng tới 43% vào tuần thứ chín phát hành. Tính trung bình trong mười tuần, cứ mỗi tuần phim thu về hơn 20 triệu USD, và sau 14 tuần phim vẫn mang về hơn 1 triệu USD một tuần. Hãng 20th Century Fox ước tính rằng bảy phần trăm trong số các thiếu nữ Mỹ đã xem Titanic hai lần tính tới tuần thứ năm ra rạp. Mặc dù có những cô gái trẻ đã xem phim vài lần, sau đó tạo nên hiện tượng "Leo-Mania" (một trong những thời kỳ thành công nhất trong sự nghiệp của Leonardo DiCaprio), và họ được cho là những thành phần khán giả chủ yếu mang tới kỷ lục doanh thu phòng vé mọi thời đại của phim, một số báo cáo khác lại cho rằng thành công của phim là do "những lời kể tích cực về bộ phim giữa các khán giả với nhau và một số người đi xem phim nhiều lần" bởi sự hoà quyện giữa câu chuyện tình lãng mạn và hiệu ứng hình ảnh ngoạn mục.
Tác động của bộ phim tới các khán giả nam cũng được đặc biệt chú ý. Được coi là một trong những bộ phim "khiến đàn ông rơi lệ", Phóng viên Ian Hodder của báo MSNBC viết rằng những người đàn ông khâm phục khao khát được khám phá của Jack, thắng bạc lấy một đôi vé lên tàu thủy sang Mỹ. "Chúng tôi ca ngợi anh đã dám đem lòng yêu một cô gái không thuộc về thế giới của anh. Chúng tôi khâm phục cách anh lấy cớ vẽ tranh khoả thân để được loã lồ. Vậy nên [khi cái kết bi thương ấy xảy ra], một dòng nước mắt không kiềm chế nổi đã nhấn chìm sự điềm tĩnh của chúng tôi," ông nói. Việc Titanic khiến các khán giả nam rơi lệ được nhắc lại trong bộ phim năm 2009, Zombieland, bởi nhân vật Tallahassee (Woody Harrelson thủ vai), khi nhắc lại cái chết của đứa con trai nhỏ, đã nói rằng: "Tôi chưa từng khóc nhiều như vậy kể từ khi xem phim Titanic." Cũng đề cập tới tính đa cảm của bộ phim, Benjamin Willcock của trang DVDActive.com nói rằng, khi còn là một chàng trai mười bốn tuổi, thực ra ông muốn được khi xem Starship Troopers, nhưng bị chú và những người bạn bắt đi xem phim này. "Lúc đó tôi sao có thể biết rằng mình sẽ được đi xem một sự kiện điện ảnh lớn nhất, thành công nhất mọi thời đại," ông nói. "Tôi cũng thật sự không biết rằng bộ phim có ý nghĩa hơn nhiều so với 'một câu chuyện tình mang hơi thở anh hùng ca' [đơn thuần]".
Năm 2010, báo BBC phân tích các định kiến về việc các khán giả nam khóc khi xem Titanic và các phim nói chung. "Các nam khán giả trung niên không 'được cho' là sẽ khóc khi xem phim," tác giả Finlo Rohrer của website này nói, dẫn chứng đoạn kết của Titanic khiến nhiều người rơi nước mắt, và nói thêm rằng "đàn ông, nếu họ muốn khóc khi xem [phim này], thì thường sẽ cố làm điều đó một cách thầm kín." Giáo sư Mary Beth Oliver, của Đại học Tiểu bang Penn, phát biểu, "Với nhiều người đàn ông, họ phải chịu áp lực rất lớn để tránh để lộ ra ngoài những cảm xúc 'nữ tính' như nỗi buồn hay sự sợ hãi. Từ khi còn rất nhỏ, người ta đã dạy con trai rằng họ không nên khóc, và những bài học ấy thường đi kèm với sự chế giễu của mọi người nếu họ không nghe theo." Bà nói, "Thật vậy, những người đàn ông coi thường việc khóc khi xem Titanic sẽ sẵn sàng thú nhận họ như chết lặng khi xem Giải cứu binh nhì Ryan hay Platoon." Với đàn ông nói chung, "việc hy sinh bản thân vì 'một người anh em' thường là tình huống thích hợp [để khóc] hơn".
Câu khẩu hiệu của Titanic, "Ta là vua của thế giới này!" trở thành một trong những câu nói nổi tiếng nhất trong ngành công nghiệp điện ảnh. Theo Richard Harris, một giáo sư tâm lý học của Đại học Tiểu bang Kansas, người đã tiến hành một số nghiên cứu tại sao mọi người thích trích dẫn các câu nói trong phim trong các tình huống giao tiếp xã hội, thì việc sử dụng các câu nói trong phim trong giao tiếp hàng ngày cũng giống như nói đùa và là một cách để gây dựng tình thân và sự đoàn kết giữa người với người. "Mọi người làm vậy vì họ thấy thoải mái với bản thân, để làm người khác cười, để làm chính mình cười", ông nói.
Cameron giải thích thành công của bộ phim là do doanh thu đáng kể từ trải nghiệm chia sẻ của người xem. "Khi mọi người có một trải nghiệm thú vị và mạnh mẽ ở các rạp chiếu phim, thì họ thường muốn chia sẻ nó. Họ muốn đưa bạn bè đi cùng, để họ có thể cùng nhau thưởng thức," ông nói. "Họ muốn là người cho bạn bè biết rằng bộ phim là một điều gì đó đáng có trong cuộc sống của họ. Đó chính là cách làm của Titanic." Media Awareness Network viết, "Tỷ lệ người xem đi xem lại thông thường của một phim bom tấn chiếu rạp là khoảng 5%. Nhưng tỷ lệ này của Titanic là trên 20%." Doanh thu phòng vé của phim "thậm chí còn càng thêm ấn tượng" khi tính đến yếu tố "độ dài 3 tiếng 14 phút của bộ phim có nghĩa là phim chỉ có thể chiếu ba suất một ngày so với con số bốn suất của những phim thông thường khác". Để giải quyết vấn đề này, "nhiều rạp đã cho chiếu ca đêm và được đáp lại bằng những phòng chiếu kín chỗ đến gần 3:30 sáng".
Titanic giữ kỷ lục doanh thu phòng vé trong suốt mười hai năm. Bộ phim tiếp theo của Cameron, Avatar, được cho là bộ phim có cơ hội vượt qua doanh thu phòng vé toàn cầu của Titanic, và đã làm được điều đó vào năm 2010. Một số lời giải thích vì sao bộ phim này vượt qua Titanic đã được đưa ra. Một trong số đó là, "Hai phần doanh số của Titanic đến từ các thị trường ngoài nước (ngoài Mỹ), và Avatar cũng làm được điều tương tự... Avatar khởi chiếu tại 106 thị trường toàn cầu và đứng đầu doanh thu ở tất cả các quốc gia đó " và những thị trường "như Nga, nơi Titanic chỉ thu được lợi nhuận khiêm tốn vào năm 1997 và 1998, ngày nay lại trở thành những thị trường nóng" với "nhiều rạp và nhiều khán giả hơn" chưa từng thấy. Brandon Gray, Giám đốc Box Office Mojo, nói rằng mặc dù Avatar có thể đánh bại Titanic về kỷ lục doanh thu, bộ phim khó có khả năng vượt Titanic về lượng khán giả tới rạp. "Giá vé xem phim vào thời điểm cuối thập niên 1990 rẻ hơn hiện nay khoảng 3 USD." Vào tháng 12 năm 2009, Cameron phát biểu, "Tôi không nghĩ việc cố đánh bật Titanic khỏi vị trí đỉnh cao là một điều thực tế lắm. Trong vài năm qua đã có nhiều phim hay được ra mắt. Titanic chỉ là đã đánh đúng vào một thứ tình cảm nào đó của khán giả." Trong một buổi phỏng vấn vào tháng 1 năm 2010, ông đưa ra một quan điểm khác vì lúc này lợi nhuận của Avatar đã trở nên dễ đoán hơn. "Nó sẽ xảy ra. Chỉ là vấn đề thời gian thôi," ông nói.

### Đánh giá chuyên môn
Titanic nhận được hầu hết là phản hồi tích cực từ các nhà phê bình điện ảnh. Trên trang tổng hợp kết quả đánh giá Rotten Tomatoes, bộ phim nhận được 87% đánh giá tích cực được tổng hợp dựa trên 232 bài bình luận, với điểm số trung bình là 8/10. Lời nhận xét chung của trang này viết rằng bộ phim "nói chung là một thành công toàn diện của Cameron, người mang tới một sự hoà quyện gây choáng ngợp giữa hình ảnh ngoạn mục và kịch cường điệu cổ xưa". Metacritic đã cho bộ phim 75/100 điểm dựa trên 35 bài đánh giá, được xếp hạng "nhìn chung là ý kiến tán thành".
Nói về thiết kế tổng thể của bộ phim, Roger Ebert nói, "Bộ phim được thực hiện mà không có sai sót, được kiến tạo một cách thông minh, với diễn xuất xuất sắc, và hoàn toàn cuốn hút... Các tác phẩm điện ảnh như vậy không chỉ khó làm, mà việc làm hay còn là điều không thể." Ông cũng cho rằng những "khó khăn về mặt kỹ thuật" "dễ gây nản lòng tới mức thật kỳ diệu khi các nhà làm phim có thể cân đối được giữa tính kịch và sự thật lịch sử" và "thấy mình hoàn toàn bị thuyết phục bởi cả cốt truyện và bản anh hùng ca buồn". Ông xếp hạng đây là bộ phim hay thứ chín của năm 1997. Trên chương trình truyền hình Siskel & Ebert, bộ phim nhận được "gấp đôi ý kiến tán thành" và được ca ngợi vì đã tái hiện chính xác vụ chìm tàu; Ebert miêu tả bộ phim là "một bản hùng ca huy hoàng của Hollywood, được thực hiện một cách xuất sắc và xứng đáng với sự chờ đợi của khán giả" còn Gene Siskel cho rằng Leonardo DiCaprio có một màn trình diễn rất "quyến rũ". James Berardinelli nhận xét, "Tỉ mỉ trong từng chi tiết, mà vẫn lớn lao về quy mô và ý tưởng, Titanic là một sự kiện điện ảnh về lịch sử hiếm có. Bạn sẽ không chỉ xem Titanic, mà còn trải nghiệm nó." Ông đánh giá đây là bộ phim hay thứ hai của năm 1997. Almar Haflidason của báo BBC viết rằng "vụ con tàu khổng lồ chìm xuống đáy đại dương không còn gì bí ẩn, tuy vậy với nhiều người quy mô và tấn thảm kịch xảy ra vẫn vượt quá sức tưởng tượng" và rằng "nếu [bộ phim] đã làm bạn chết lặng trên ghế trong suốt ba tiếng chiếu, thì bạn đã hoàn toàn cảm nhận được kỳ quan giải trí thực sự ấn tượng của Cameron". Joseph McBride của Tạp chí Boxoffice kết luận, "Miêu tả Titanic là một bộ phim về thảm họa xuất sắc nhất từng được thực hiện là chưa đánh giá hết giá trị của nó. Tác phẩm tái tạo vụ chìm con tàu 'không thể chìm' năm 1912 của James Cameron là một trong những tác phẩm lộng lẫy nhất của nền giải trí đại chúng nghiêm túc đến từ Hollywood."
Cả hai khía cạnh lãng mạn và khơi gợi cảm xúc của bộ phim đều được ca ngợi tương đương nhau. Andrew L. Urban của báo Urban Cinefile nói, "Bạn sẽ bước ra khỏi phòng chiếu Titanic không phải nói về kinh phí hay độ dài, mà về sức mạnh khơi gợi cảm xúc khủng khiếp của nó, to lớn như chính động cơ con tàu, rắn chắc như chính những chân vịt khổng lồ càn quét tới tận trái tim bạn, và bền vững như chính câu chuyện tình đã đưa đẩy bộ phim." Owen Gleiberman của tạp chí Entertainment Weekly miêu tả bộ phim là, "Một màn trình diễn đầy đặn và đáng sợ về một mối tình định mệnh. Nhà biên kịch kiêm đạo diễn James Cameron đã đưa lên màn ảnh câu chuyện về một tấn thảm kịch đầu thế kỷ 20 vốn đơn giản nhưng dưới góc độ nhân bản của một khát khao thuần khiết và cả nỗi khiếp sợ, và ông đã chạm tới những tầng sâu nhất của điện ảnh đại chúng." Janet Maslin của báo The New York Times bình luận rằng "Bộ phim Titanic hoành tráng của Cameron là tác phẩm đầu tiên trong suốt nhiều thập niên thực sự có thể so sánh với Cuốn theo chiều gió." Richard Corliss của tạp chí Time, ngược lại, lại có nhận xét khá tiêu cực, chỉ trích bộ phim thiếu đi nhiều yếu tố cảm xúc hấp dẫn.
Một số nhà phê bình nhận thấy rằng cốt truyện và các đoạn đối thoại của phim khá kém, trong khi phần hình ảnh lại rất ngoạn mục. Bài đánh giá của Kenneth Turan trên tờ Los Angeles Times đặc biệt gay gắt. Bỏ qua những chi tiết cảm động trong phim, ông nói, "Điều thực sự làm tôi rơi nước mắt là Cameron luôn khăng khăng rằng viết kịch bản cho thể loại phim này là việc nằm trong khả năng của ông ta. Không những không phải, mà là còn xa," và sau đó cho rằng lý do duy nhất bộ phim giành giải Oscar là bởi tổng doanh thu của nó. Barbara Shulgasser của tờ The San Francisco Examiner cho Titanic một trên bốn sao, trích dẫn lại lời nói của một người bạn, "Số lần hai [nhân vật chính] gọi nhau bằng tên trong xấp kịch bản viết dở đến mức không thể tưởng tượng này là một dấu hiệu chứng tỏ nó chẳng có cái gì hay ho hơn để các diễn viên nói." Cùng với đó, nhà làm phim Robert Altman gọi đây là "tác phẩm khủng khiếp nhất tôi từng xem trong đời". Trong công trình nghiên cứu về cuộc sống của những hành khách đi trên tàu Titanic công bố năm 2012, nhà sử học Richard Davenport-Hines nói "Phim của Cameron đã khắc họa những người Mỹ giàu sang và những người Anh có học như những kẻ độc ác, nguyền rủa sự kiềm chế cảm xúc, sự ăn vận chỉnh tề, cử chỉ tỉ mỉ và sự cầu kỳ trong cách nói, trong khi đó lại biến những người Ireland nghèo khổ và những kẻ mù chữ thành các anh hùng lãng mạn".
Titanic cũng vấp phải nhiều sự chỉ trích bên cạnh những thành công. Năm 2003, bộ phim đứng đầu một cuộc thăm dò "Kết thúc phim hay nhất", đồng thời đứng thứ nhất trong một cuộc điều tra của The Film programme với danh hiệu "bộ phim tồi tệ nhất mọi thời đại". Tạp chí điện ảnh của Anh Empire hạ mức đánh giá từ năm sao tuyệt đối với những lời nhận xét phấn khích, xuống bốn sao với một bài đánh giá ít tích cực hơn trong một số ra sau đó, để phù hợp với suy nghĩ của độc giả của họ, những người không muốn dính dáng với những lời thổi phồng xung quanh bộ phim, và với các phản ứng của những người hâm mộ Titanic, thí dụ như những người ra rạp nhiều lần. Cùng với đó, những lời nhại lại (cả có ý tích cực lẫn tiêu cực) và nhiều trò đùa cợt khác nhan nhản trên truyền thông và được phát tán qua mạng Internet, và chúng là nguồn cảm hứng cho những bài bình luận quá khích của những người hâm mộ từ nhiều luồng quan điểm khác nhau. Tác giả Benjamin Willcock của trang DVDActive.com không thể hiểu được những lời chỉ trích hay sự căm ghét mạnh mẽ hướng tới bộ phim. "Điều thật sự làm tôi khó chịu...," ông nói, "là những kẻ thích công kích những người yêu thích bộ phim bằng những lời châm chọc nhơ bẩn." Willcock nói, "Tôi không phản đối việc có một số người ghét Titanic, mà là những kẻ làm những việc khiến bạn cảm thấy chúng thật nhỏ nhen và đáng thương hại (và những người như thế có thật, hãy tin tôi đi), họ nằm ngoài khả năng hiểu biết và thương cảm của tôi."
Cameron đã đáp lại những lời chỉ trích trên, cụ thể là lời nhận xét của Kenneth Turan. "Titanic không phải là loại phim nhấn chìm người xem trong sự cường điệu loè loẹt và cuối cùng đuổi họ ra đường trong sự thất vọng và khiến họ có cảm giác như mình vừa bị lừa," ông nói. "Họ vẫn quay lại để trải nghiệm 3 tiếng 14 phút ấy một lần nữa, và còn kéo cả những người khác đi xem cùng, để cùng nhau chia sẻ cảm xúc đó." Cameron nhấn mạnh rằng người xem thuộc mọi lứa tuổi (trải từ 8 đến 80) và xuất thân từ mọi hoàn cảnh đang "ca tụng bản chất nhân văn trong chính con người họ" khi đi xem bộ phim này. Ông miêu tả đây là một kịch bản nghiêm chỉnh, chân thực và dễ hiểu, và nói rằng ông đã có ý "đưa vào đủ mọi cung bậc trải nghiệm và cảm xúc không bao giờ cũ – và rất quen thuộc bởi chúng phản ánh cấu trúc tình cảm cốt lõi của mỗi người" và rằng bộ phim đã thành công theo cách này bởi đã giải quyết tốt tính khuôn mẫu trong cốt truyện. "Turan đã nhầm lẫn giữa tính khuôn mẫu và sự sáo mòn," ông nói. "Tôi không đồng ý với quan điểm của anh ta rằng những kịch bản hay chỉ là những kịch bản vươn tới giới hạn của trải nghiệm con người, hay loè loẹt toàn những cuộc đối thọai tế nhị đầy thâm ý để chúng ta phải ngưỡng mộ."
Empire cuối cùng đã khôi phục lại đánh giá năm sao ban đầu dành cho bộ phim và bình luận, "Không có gì đáng ngạc nhiên rằng sẽ thật thu hút nếu chê bai bộ phim Titanic của James Cameron gần như đúng lúc nó được xem là bộ phim yêu thích của cả hành tinh. Luôn luôn. Đó là sự thật."

### Giải thưởng
Titanic bắt đầu đợt càn quét các giải thưởng với giải Quả cầu vàng, chiến thắng ở bốn hạng mục, gồm Phim chính kịch hay nhất, Đạo diễn xuất sắc nhất, Nhạc phim hay nhất, và Ca khúc trong phim hay nhất. Kate Winslet và Gloria Stuart cũng được đề cử nhưng không giành giải. Phim cũng giành chiến thắng tại các giải ACE "Eddie", giải ASC, giải Art Directors Guild, giải Cinema Audio Society, giải Screen Actors Guild (hạng mục Nữ diễn viên phụ xuất sắc nhất cho Gloria Stuart), Giải thưởng của Hội Đạo diễn Hoa Kỳ, và giải Broadcast Film Critics Association (hạng mục Đạo diễn xuất sắc nhất cho James Cameron), và giải Producer Guild of America. Phim dược đề cử cho mười hạng mục tại giải BAFTA, trong đó có Phim hay nhất và Đạo diễn xuất sắc nhất; nhưng không giành được giải nào.
Bộ phim nhận được mười bốn đề cử giải Oscar, bằng với kỷ lục thiết lập năm 1950 của phim All About Eve và giành mười một giải: Phim hay nhất (bộ phim thứ hai về đề tài Titanic giành được giải này, sau phim Cavalcade năm 1933), Đạo diễn xuất sắc nhất, Chỉ đạo nghệ thuật xuất sắc nhất, Quay phim xuất sắc nhất, Hiệu ứng hình ảnh xuất sắc nhất, Biên tập phim xuất sắc nhất, Thiết kế phục trang xuất sắc nhất, Âm thanh xuất sắc nhất, Biên tập hiệu ứng âm thanh xuất sắc nhất, Nhạc phim hay nhất, Ca khúc trong phim hay nhất. Kate Winslet, Gloria Stuart và các họa sĩ hoá trang là những người còn lại được đề cử mà không giành giải. Kịch bản gốc của James Cameron và Leonardo DiCaprio không được đề cử. Đây là bộ phim thứ hai giành được mười một giải Oscar, sau Ben-Hur. The Lord of the Rings: The Return of the King cũng lặp lại kỷ lục này vào năm 2004, khi giành cả mười một giải trong tổng số mười một đề cử.
Titanic giành giải Giải Oscar cho ca khúc trong phim hay nhất tại lễ trao giải Oscar lần thứ 70, cùng với ba giải Grammy cho Thu âm của năm, Bài hát của năm và Ca khúc hay nhất viết riêng cho phim điện ảnh hoặc truyền hình. Album nhạc phim trở thành album nhạc phim chủ yếu gồm nhạc giao hưởng bán chạy nhất mọi thời đại, đồng thời giành được những thành công toàn cầu, mười sáu tuần đứng đầu bảng xếp hạng ở Hoa Kỳ, và được chứng nhận kim cương với hơn mười một triệu bản bán ra chỉ riêng tại Hoa Kỳ. Album nhạc phim cũng là album bán chạy nhất năm 1998 tại Hoa Kỳ. Ca khúc "My Heart Will Go On" giành giải Grammy cho ca khúc viết riêng cho phim điện ảnh hoặc truyền hình. Phim cũng giành chiến thắng ở các hạng mục Nam diễn viên xuất sắc nhất (Leonardo DiCaprio) và Phim hay nhất tại giải MTV Movie Awards, Phim hay nhất tại giải People's Choice Awards, và Phim được yêu thích nhất tại lễ trao giải Kids' Choice Awards năm 1998. Titanic còn giành nhiều giải thưởng khác ngoài Hoa Kỳ, trong đó có giải thưởng của Viện hàn lâm Nhật Bản với hạng mục Phim nước ngoài hay nhất của năm. Bộ phim tổng cộng giành gần chín mươi giải thưởng cùng với bốn mươi bảy đề cử từ nhiều hội đồng trao giải trên toàn thế giới. Ngoài ra, cuốn sách viết về hậu trường làm phim còn đứng đầu danh sách bán chạy nhất của báo The New York Times trong nhiều tuần, "lần đầu tiên một cuốn sách viết về một tác phẩm điện ảnh giành được vị trí cao như vậy".
Titanic được bầu chọn vào 6 danh sách thuộc Loạt danh sách 100 năm... của Viện phim Mỹ:
| Tên danh sách 100 năm của Viện phim Mỹ | Thứ hạng | Nguồn   | Ghi chú |
| -------------------------------------- | -------- | ------- | --- |
| 100 phim rùng rợn và ly kỳ             | 25       | [ 141 ] | Danh sách 100 phim rùng rợn và ly kỳ nhất của điện ảnh Hoa Kỳ, bình chọn năm 2001. |
| 100 phim tình cảm                      | 37       | [ 142 ] | Danh sách 100 câu chuyện tình hay nhất của điện ảnh Hoa Kỳ, bầu chọn năm 2002. |
| 100 ca khúc trong phim                 | 14       | [ 143 ] | Danh sách 100 ca khúc trong phim hay nhất của điện ảnh Hoa Kỳ, bầu chọn năm 2004. Titanic xếp thứ 14 với ca khúc "My Heart Will Go On" do Céline Dion thể hiện.                                 |
| 100 câu thọai đáng nhớ trong phim      | 100      | [ 144 ] | Danh sách 100 câu thoại đáng nhớ nhất trong phim của điện ảnh Hoa Kỳ, bầu chọn năm 2005. Titanic xếp thứ 100 cho lời hét của Jack Dawson "Ta là vua của thế giới này!"                          |
| 100 phim hay nhất                      | 83       | [ 145 ] | Phiên bản năm 2007 (kỷ niệm 10 năm) của danh sách 100 phim hay nhất của thế kỷ trước, được biên soạn lần đầu năm 1997. Titanic không được xếp hạng trong lần ra mắt đầu tiên của danh sách này. |
| 100 phim hay nhất thuộc 10 thể loại    | 6        | [ 146 ] | Cuộc bầu chọn tổ chức vào năm 2008, nhằm tìm ra mười phim hay nhất thuộc mười thể loại khác nhau. Titanic xếp thứ sáu với danh hiệu phim anh hùng ca hay nhất.                                  |

### Giải trí tại gia
Titanic được phát hành toàn cầu dưới các định dạng màn ảnh rộng và pan và scan trên băng VHS và đĩa lade vào ngày 1 tháng 9 năm 1998. Băng VHS cũng được bán dưới dạng một bộ hộp quà sang trọng, kèm theo một cuộn phim được đóng khung và sáu bức ảnh từ bộ phim được in thạch bản. Phiên bản DVD của phim được phát hành vào ngày 31 tháng 8 năm 1999 trong đó bao gồm một đĩa DVD hỗ trợ định dạng màn ảnh rộng (không có phiên bản anamorphic) và không có tính năng đặc biệt nào ngoại trừ một đoạn trailer chiếu rạp. Cameron phát biểu rằng vào thời điểm đó ông đã có ý định sau này sẽ phát hành một phiên bản đặc biệt kèm theo các tính năng mở rộng. DVD Titanic sau đó đã trở thành đĩa DVD bán chạy nhất năm 1999 và đầu năm 2000, trở thành DVD đầu tiên trong lịch sử vượt mức doanh số một triệu bản. Thời bấy giờ, không tới 5% các hộ gia đình Mỹ có đầu đĩa DVD. "Khi chúng tôi ra mắt đĩa DVD Titanic lần đầu tiên, ngành công nghiệp này còn chưa phát triển, và các tính năng mở rộng chưa trở thành chuẩn mực cho các phiên bản phim phát hành trên DVD như bây giờ," Meagan Burrows, giám đốc bộ phận giải trí tại gia nội địa của hãng Paramount nói. Điều đó càng khiến doanh số DVD của phim càng thêm ấn tượng.
Titanic được phát hành lại trên DVD vào ngày 25 tháng 10 năm 2005 dưới dạng một bộ ba đĩa Phiên bản đặc biệt dành cho người sưu tập (Special Collector's Edition) ở Hoa Kỳ và Canada. Phiên bản này bao gồm một bản phim mới được phục hồi lại, cùng với đó là một số tính năng đặc biệt khác. Một bộ hai và bốn đĩa phát hành toàn cầu được ra mắt tiếp sau đó vào ngày 7 tháng 11 năm 2005. Phiên bản hai đĩa được quảng cáo là Phiên bản đặc biệt (Special Edition), có nội dung giống hệt hai đĩa đầu của bộ ba đĩa đã ra mắt trước đây, và chỉ hỗ trợ hệ PAL. Phiên bản bốn đĩa, được quảng cáo là Phiên bản sang trọng dành cho người sưu tập (Deluxe Collector's Edition), cũng được phát hành vào ngày 7 tháng 11 năm 2005.
Một bộ 5 đĩa có hạn được phát hành riêng tại thị trường Vương quốc Anh dưới tên gọi Phiên bản sang trọng phát hành hạn chế (Deluxe Limited Edition). Chỉ có 10.000 bản được sản xuất. Đĩa thứ năm là bộ phim tài liệu của Cameron, Ghosts of the Abyss, do Walt Disney Pictures phân phối. Khác với phiên bản phát hành riêng biệt của Ghosts of the Abyss, có hai đĩa, trong bộ này chỉ có đĩa thứ nhất mà thôi.
Bộ phim thỉnh thoảng cũng được phát sóng trên truyền hình trên khắp nước Mỹ, ví dụ như kênh TNT. Để cảnh Jack vẽ Rose khoả thân được phép chiếu trên các hệ thống truyền hình và các kênh truyền hình cáp theo yêu cầu, cùng với việc cắt bỏ một số đoạn, thì chiếc áo choàng mỏng có thể nhìn thấu da của Winslet đã được tô đen lại bằng công nghệ kỹ thuật số. Turner Classic Movies cũng chiếu Titanic, đặc biệt là trong những ngày trước Lễ trao giải Oscar lần thứ 82.

## Chuyển đổi sang 3D

Hình ảnh dải Ngân Hà chính xác đã được sử dụng để thay thế hình ảnh bầu trời đêm không trăng cũ mà Rose nhìn thấy. Đây là một tấm ảnh ví dụ về hình ảnh dải Ngân Hà quan sát từ Đài thiên văn Paranal. Hình ảnh trong phim được điều chỉnh cho đúng với thực tế ở Bắc Đại Tây Dương vào thời điểm 4:20 sáng ngày 15 tháng 4 năm 1912.

Phiên bản phát hành lại năm 2012 của Titanic, được biết đến với tên gọi khác là Titanic in 3D, được sản xuất bằng cách master lại bản phim gốc sang định dạng độ phân giải 4K và chuyển đổi hậu kỳ sang định dạng 3D lập thể. Phiên bản 3D của Titanic tốn 60 tuần để thực hiện với kinh phí 18 triệu USD, bao gồm cả việc phục hồi sang độ phân giải 4K. Công đoạn chuyển đổi phim sang định dạng 3D do công ty Stereo D thực hiện còn Sony và Slam Content's Panther Records đảm nhận việc master lại phần âm thanh. Các phiên bản 2D kỹ thuật số và IMAX 2D cho lần phát hành 2012 cũng được sản xuất từ bản phim 4K master lại mới này. Với lần ra mắt ở định dạng 3D, Cameron sử dụng bản phim Super 35 gốc và thay đổi tỷ lệ khung hình từ 2:35:1 sang 1:78:1, cho phép khán giả xem được nhiều hình ảnh ở phía đỉnh và đáy màn hình hơn. Cảnh duy nhất được làm mới hoàn toàn cho lần phát hành này là hình ảnh bầu trời Rose nhìn thấy khi lênh đênh trên biển sau khi tàu chìm, vào rạng sáng ngày 15 tháng 4 năm 1912. Phân cảnh này được thay thế bằng cảnh bầu trời chính xác hơn, khớp với cách bố trí sao (và cả dải Ngân Hà) trên bầu trời Bắc Đại Tây Dương vào thời điểm tháng 4 năm 1912. Nhà vật lý thiên văn Neil deGrasse Tyson là người đề xuất sửa chữa cảnh này; ông chỉ trích rằng cách sắp xếp sao trong bộ phim 1997 là không thực tế. Ông đồng ý gửi cho đạo diễn Cameron một bức ảnh bầu trời chính xác vào thời điểm đó, và đạo diễn sử dụng bức ảnh làm cơ sở để dựng lại cảnh này.
Phiên bản 3D của Titanic ra mắt tại Hội trường Royal Albert ở London vào ngày 27 tháng 3 năm 2012, với sự có mặt của James Cameron và Kate Winslet, và được phát hành rộng rãi vào ngày 4 tháng 4 năm 2012, sáu ngày trước ngày kỷ niệm 100 năm con tàu RMS Titanic khởi hành chuyến ra khơi đầu tiên. Buổi lễ ra mắt phim được truyền hình trực tiếp trên trang web live.titanicredcarpet.com, và ngoài ra, khán giả hâm mộ toàn thế giới có thể tham gia theo dõi, đặt câu hỏi và giao lưu với đoàn làm phim thông qua trang Facebook và Twitter chính thức.
Nhà phê bình điện ảnh Peter Travers của tạp chí Rolling Stone cho Titanic 3D 3,5 trên 4 sao, viết rằng ông nhận thấy nó "gây ấn tượng khá là khủng khiếp". Ông nói, "Công nghệ 3D làm Titanic có chiều sâu hơn. Bạn được ở đó. Có một cảm giác chưa từng thấy trong một bản anh hùng ca quen thuộc đã giành được chỗ đứng trong tiến trình lịch sử của ngành điện ảnh." Biên tập viên của tạp chí Entertainment Weekly, Owen Gleiberman cho bộ phim điểm A. Ông viết, "Lần này, kỹ xảo hình ảnh trong phim 3-D không u ám hay làm người xem rối mắt. Chúng thật sinh động, có hồn và gây được nhiều cảm xúc." Còn Richard Corliss của tạp chí Time, người tỏ ra rất khắt khe với bộ phim năm 1997, vẫn giữ quan điểm tương tự, "Phản ứng của tôi cũng vẫn gần giống như lần trước: bộ phim đáng sợ thất thường, hầu như toàn nước." Nói về các hiệu ứng 3D, ông viết rằng "việc chuyển đổi sang 3D một cách cẩn trọng mang tới thêm "chất" và gây ấn tượng ở một số khoảnh khắc nhất định... [nhưng] để tách biệt các đối tượng xa gần trong mỗi phân cảnh, những người chuyển đổi đã khiến hình ảnh trở nên rời rạc, thiếu thống nhất." Ann Hornaday của báo The Washington Post tự hỏi bản thân mình rằng "liệu những giá trị về chủ nghĩa nhân đạo và hình ảnh hoành tráng của bộ phim có được nâng cao với phiên bản 3-D của Cameron hay không, và câu trả lời là: không." Cô còn nhận xét thêm rằng "việc chuyển đổi sang 3-D vô tình gây ra khoảng cách ở những chỗ đáng ra cần sự liền mạch, đó là chưa kể đến một số khoảnh khắc kỳ cục vì lỗi khung hình và ghép cảnh."
Bộ phim thu về ước tính 4,7 triệu USD trong ngày đầu tiên ra rạp ở Bấc Mỹ (tính cả các suất chiếu thử vào lúc nửa đêm) và đạt doanh thu 17,3 triệu USD trong dịp cuối tuần đầu tiên, đứng vị trí thứ ba. Ở ngoài Bắc Mỹ phim mang về 35,2 triệu USD, đứng ở vị trí thứ hai về lợi nhuận, và tới dịp cuối tuần tiếp theo, phim nhảy lên đứng đầu bảng xếp hạng doanh thu phòng vé với 98,9 triệu USD lợi nhuận. Trung Quốc là thị trường thành công nhất của phim, nơi nó thu về 11,6 triệu USD trong ngày đầu tiên công chiếu, và lập kỷ lục về doanh thu tại đây với 67 triệu USD trong tuần đầu tiên ra mắt, nhiều hơn tổng doanh thu năm 1997 của phim tại quốc gia này. Phiên bản phát hành lại này cuối cùng đã mang về tổng cộng 343,4 triệu USD toàn cầu, trong đó 145 triệu USD đến từ Trung Quốc và 57,8 triệu USD đến từ Canada và Hoa Kỳ.
Tại một số vùng lãnh thổ ngoài Bắc Mỹ, phiên bản 3D của Titanic còn được phát hành dưới định dạng 4DX, cho phép người xem trải nghiệm thực tế bối cảnh của phim với các hiệu ứng đặc biệt hỗ trợ như thiết bị chuyển động, gió, khói, ánh sáng và mùi. Ở Trung Quốc, Cục quản lý Phát thanh - Truyền hình - Điện ảnh nước này đã cho cắt bỏ phần hình ảnh từ ngực tới chân của Kate Winslet trong phân cảnh khoả thân của cô, và giải thích rằng, "Nhận thấy những hiệu ứng sống động của phim 3D, chúng tôi lo ngại người xem có thể đưa tay chạm vào hình ảnh, làm gián đoạn việc xem phim của người khác. Để tránh tranh luận và nhằm xây dựng một môi trường đạo đức xã hội lành mạnh, chúng tôi đã cắt bỏ những cảnh nhạy cảm trong phim." Hành động này bị nhiều người hâm mộ bộ phim tại Trung Quốc phản đối. Một khán giả nước này viết rằng, "Chúng tôi đợi chờ 15 năm để được xem những con người 3D chứ không phải để xem những tảng băng 3D."

## Tại Việt Nam

### Công chiếu bản gốc
Tại Việt Nam, Titanic trình chiếu lần đầu vào năm 1997 đã gây sốt cho khán giả đến các màn ảnh rạp, tạo ra doanh thu cực lớn cho các phòng vé thời ấy. Vào năm 1999, Đài Phát thanh - truyền hình Hà Nam là đài đầu tiên phát sóng phim Titanic, sau đó lan rộng sang các đài phía Bắc, và phát trên kênh VTV3 vào đầu năm 2001.

### Công chiếu bản 3D
Phiên bản 3D của Titanic đã có buổi công chiếu tại Việt Nam vào ngày 18 tháng 5 năm 2012, bằng ngôn ngữ gốc là tiếng Anh cùng phụ đề tiếng Việt. Đây cũng là lần đầu tiên bộ phim được công chiếu tại các rạp ở Việt Nam sau 25 năm.
Nhìn chung, phiên bản 3D của Titanic nhận được những ý kiến phản hồi tích cực từ truyền thông Việt Nam. Cả chuyên trang Giải trí của báo điện tử VnExpress và chuyên mục iOne đều có bài bình luận về phim. Tác giả Nguyên Minh của chuyên trang Giải trí gọi đây là "một người bạn cũ lâu ngày không gặp của mỗi một khán giả từng biết đến và yêu mến bộ phim", viết rằng "Khi xem lại trên màn ảnh rộng, mỗi cảnh phim đều sẽ đem tới cho ta sự bồi hồi, thổn thức như khi lần đầu thưởng thức nó qua màn ảnh nhỏ."  Ông ca ngợi khả năng bảo quản bản phim nhựa Titanic của đạo diễn Cameron, giúp cho phiên bản kỹ thuật số tái dựng "mượt mà, không có tì vết thời gian", và nhận xét rằng, "Hiệu ứng 3D của phim không tương tác với khán giả mà tập trung nhiều vào chiều sâu của hình ảnh." Và cuối cùng ông kết luận, "Titanic quả thực là bộ phim đem tới cho nhiều khán giả những cảm xúc mãnh liệt, dù ở thời đại nào đi chăng nữa." Tác giả 57 Bananas của iOne cũng có quan điểm tương tự, viết rằng "Dù là năm 1997, công nghệ kỹ thuật số chưa hiện đại như bây giờ nhưng đạo diễn James Cameron đã có thể tạo nên những cảnh quay hoành tráng, khiến người xem thực sự choáng ngợp. Cảnh hành khách hoảng loạn bỏ chạy khi nước ngập kín các khoang hay cảnh con tàu kiêu hãnh gãy làm đôi chìm xuống đáy đại dương quả thực là những thước phim vô giá đã đi vào lịch sử điện ảnh." Tác giả Thoa Nguyễn nhận xét rằng, "Bộ phim Titanic 3D xứng đáng là một hoài niệm bi tráng về quá khứ và đồng thời là tác phẩm nghệ thuật đương đại." Phóng viên Cobain P ca ngợi cách kể chuyện của bộ phim, cho rằng Cameron đã "kết hợp hài hòa giữa thể loại tình cảm với những thước phim như phim tài liệu khoa học, giữa lời dẫn chuyện của nhân vật Rose khi về già ở thời điểm hiện tại với câu chuyện đắm tàu trong quá khứ", đồng thời gọi bộ phim là "màn phô diễn kỹ xảo hoành tráng làm choáng ngợp thị giác lẫn thính giác [khán giả]" và "một tuyệt phẩm mà bạn phải xem".

## Tái phát hành
Nhân kỷ niệm 20 năm của bộ phim, Titanic đã được phát hành lại tại các rạp chiếu phim dưới định dạng Dolby Vision (ở cả 2D và 3D) trong một tuần kể từ ngày 1 tháng 12 năm 2017. Bộ phim cũng được trình chiếu lại tại các rạp từ ngày 10 tháng 2 năm 2023 nhằm kỷ niệm 25 năm của bộ phim, dưới định dạng chuẩn 4K HD chất lượng cao.